# القارة القطبية الجنوبية
تقع القارة القطبية الجنوبية أو أنتاركتيكا (بالإنجليزية: Antarctica، وتُلفظ: /ænˈtɑːrtɪkə/ أو /ænˈtɑːrktɪkə/ ) في أقصى جنوب الأرض. تضم القطب الجنوبي الجغرافي وتقع في المنطقة القطبية الجنوبية في نصف الكرة الجنوبي، جنوب الدائرة القطبية الجنوبية بالكامل تقريبًا، ويحيط بها المحيط الجنوبي. تقدر مساحتها بما يعادل 14,200,000 كيلومتر مربع (5,500,000 ميل مربع)، وتعد خامس أكبر قارة بمساحتها التي تبلغ تقريبًا ضعف مساحة أستراليا. إن القارة القطبية الجنوبية أقل القارات كثافة سكانية دون منازع، مع كثافة تقدر بنحو 0.00008 شخص لكل كيلومتر مربع. يغطي الجليد نحو 98% منها، ويبلغ متوسط سمكه 1.9 كـم (1.2 ميل؛ 6,200 قدم)، ويمتد إلى جميع المناطق باستثناء وديان ماكموردو الجافة وأقصى أصقاع شمال شبه الجزيرة القطبية الجنوبية.
تُعدّ القارة القطبية الجنوبية وسطيًا أبرد القارات وأكثرها جفافًا ورياحًا، مع أعلى متوسط ارتفاع جغرافي بين جميع القارات. تتألف معظم أراضي القارة القطبية الجنوبية من صحراء قطبية، ذات معدل هطول أمطار سنوي يقدر بنحو 200 مـم (7.9 بوصة) على طول الساحل وأقل بكثير في الداخل؛ ومع ذلك، يكمن ما يعادل 80% من احتياطيات المياه العذبة في العالم هناك، أي ما يكفي لرفع المستوى العالمي لسطح البحر نحو 60 مترًا (200 قدم) في حال ذوبانها بالكامل. وصلت درجة الحرارة في القارة القطبية الجنوبية إلى −89.2  درجة مئوية (−128.6 درجة فهرنهايت) (أو حتى -94.7 درجة مئوية (−135.8 درجة فهرنهايت) حسب القياسات المأخوذة من الفضاء)، مع أن متوسط درجات الحرارة في الربع الثالث (أبرد جزء من السنة) −63 درجة مئوية (−81 درجة فهرنهايت). تشمل الكائنات الحية الأصلية في القارة القطبية الجنوبية أنواعًا عديدة من الطحالب والبكتيريا والفطريات والنباتات والطلائعيات وبعض الحيوانات، مثل السوس والديدان الخيطية والبطاريق والفقمات وبطيء الخطو والدب القطبي، أما الغطاء النباتي فيتمثل عند ظهوره بالتندرا.
تصنف القارة القطبية الجنوبية بمثابة آخر منطقة مكتشفة على الأرض في التاريخ المسجل، ولم تتم رؤيتها حتى عام 1820 عندما تمكنت البعثة الروسية التي ضمت فابيان غوتليب فون بيلينغسهاوزن وميخائيل لازاريف على متن حراقتي فوستوك وميرني من رصد جرف فيمبول الجليدي. على أي حال، ظلت القارة مهملة إلى حد كبير لبقية القرن التاسع عشر بسبب بيئتها المعادية، ونقص الموارد التي تسهل الوصول إليها، وعزلتها. اكتشفت البعثة الاستكشافية الأمريكية بقيادة الملازم أول تشارلز ويلكيس اليابسة في القارة القطبية الجنوبية للمرة الأولى في يناير 1840، إنجاز حققته بعثة فرنسية منفصلة بقيادة جول دومون دو أورفيل في الفترة نفسها تقريبًا. تمكن دورفيل من تنفيذ هبوط مؤقت؛ في حين مكثت بعثة ويلكس الاستكشافية فترة طويلة في المنطقة مع أنها لم تهبط، لكنها كانت كافية لمسح نحو 800 ميل من القارة ورسم خرائطها. أجرى فريق من النرويجيين أول هبوط مؤكد في عام 1895.
تخضع القارة القطبية الجنوبية لإدارة أطراف في نظام معاهدة القارة القطبية الجنوبية. وقعت اثنتا عشرة دولة على معاهدة القارة القطبية الجنوبية في عام 1959، تبعتها 38 دولة منذ ذلك التاريخ. تحظر المعاهدة الأنشطة العسكرية وأنشطة التعدين واستخراج المعادن، وتمنع التفجيرات النووية والتخلص من النفايات النووية، وتدعم البحث العلمي، وتحمي النظام البيئي في القارة. يقيم ما يتراوح بين 1000 و5000 شخص من بلدان عدة في قواعد البحوث المنتشرة في جميع أنحاء القارة.

## التأثيل

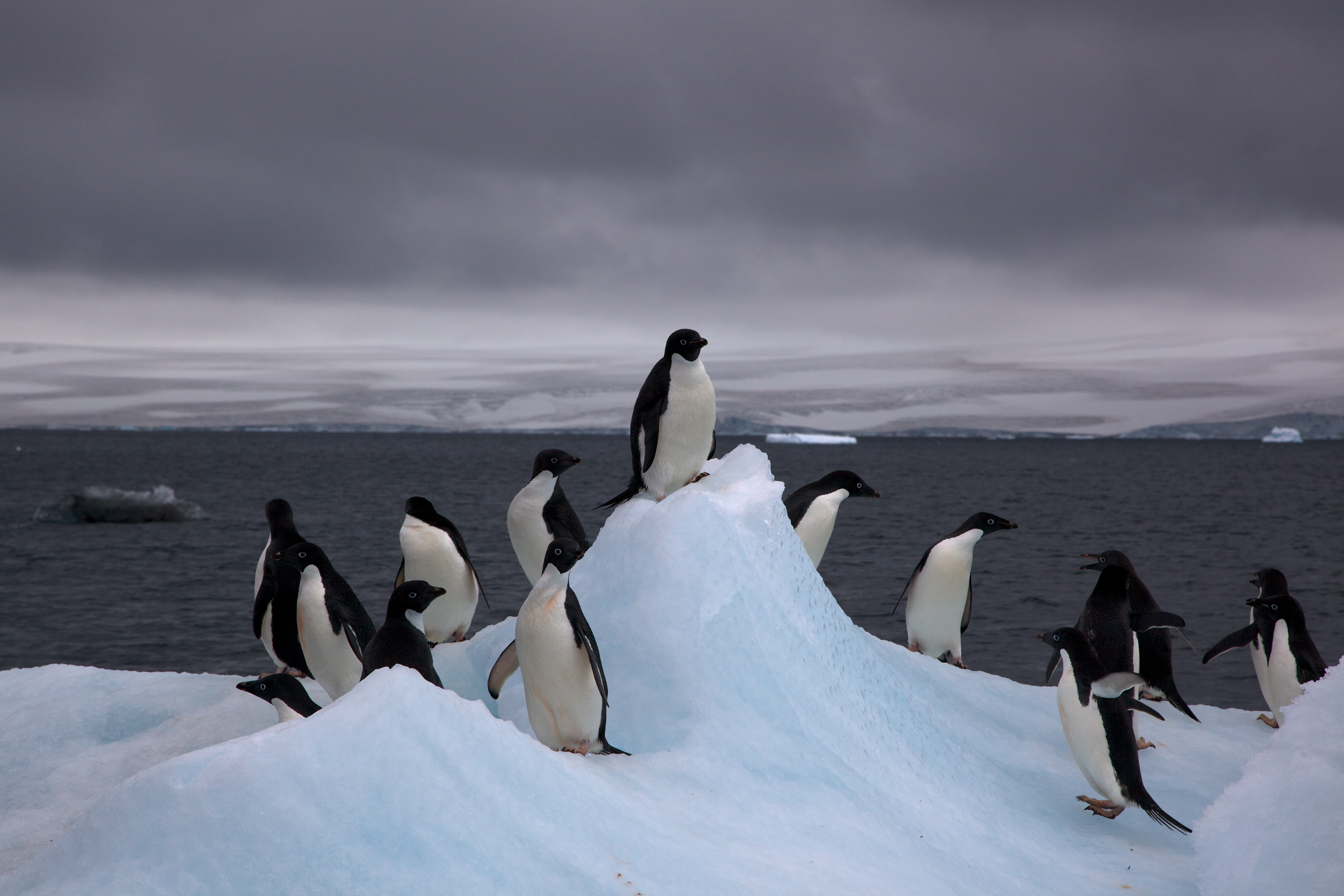
بطاريق آديلي في القارة القطبية الجنوبية

يمثل اسم «أنتاركتيكا» النسخة المرومنة من الكلمة اليونانية المركبة «ἀνταρκτική»، ومؤنثها «ἀνταρκτικός»، التي تعني «عكس المنطقة القطبية الشمالية»، أو «عكس الشمال».
كتب أرسطو في كتابه «علم الأرصاد الجوية» عن منطقة قطبية جنوبية في عام 350 قبل الميلاد تقريبًا. يقال إن مارينوس الصوري استخدم هذا الاسم في خريطة العالم غير المحفوظة التي أعدها في القرن الثاني الميلادي. استخدم المؤلفان الرومانيان هيجينوس وأبوليوس (في القرنين 1 و2 م) الاسم اليوناني الروماني polus antarcticus لتسمية القطب الجنوبي، الذي اشتق منه اسم pole antartike الفرنسي القديم (pôle antarctique حديثًا) والموثق عام 1270، واسم pol antartik في اللغة الإنجليزية الوسطى (Antarctic Pole حديثًا) الذي ذُكر في عام 1391 ضمن أطروحة اصطلاحية لجيفري تشوسر.

## تغيير الاسم
سُميت القارة القطبية الجنوبية التي طال تخيلها (دون اكتشافها) في الأصل «تيرا أستراليس»، اسم اختُصر أحيانًا ليصبح أستراليا كما يظهر في النقش الخشبي الذي حمل عنوان «مجال الرياح»، والموجود في كتاب عن علم الفلك نُشر في فرانكفورت عام 1545.
في أوائل القرن التاسع عشر، ألغت السلطات الاستعمارية في سيدني الاسم الهولندي لهولندا الجديدة، وبدلًا من اختراع اسم جديد ليحل محله، أخذوا اسم أستراليا من القارة القطبية الجنوبية، وتركوها بلا اسم مدة ثمانين عامًا تقريبًا، ما اضطر الجغرافيين في تلك الفترة إلى استخدام مصطلحات سخيفة مثل «قارة أنتاركتيكا». بحث الجغرافيون عن اسم بديل أكثر شاعرية، واقترحوا أسماء مختلفة مثل ألتيما وأنتيبوديا. في نهاية المطاف، اعتُمد اسم القارة القطبية الجنوبية بمثابة اسم قاري في تسعينيات القرن التاسع عشر -نُسب أول استخدام للاسم إلى رسام الخرائط الإسكتلندي جون جورج بارثولوميو.

## تاريخ الاستكشاف

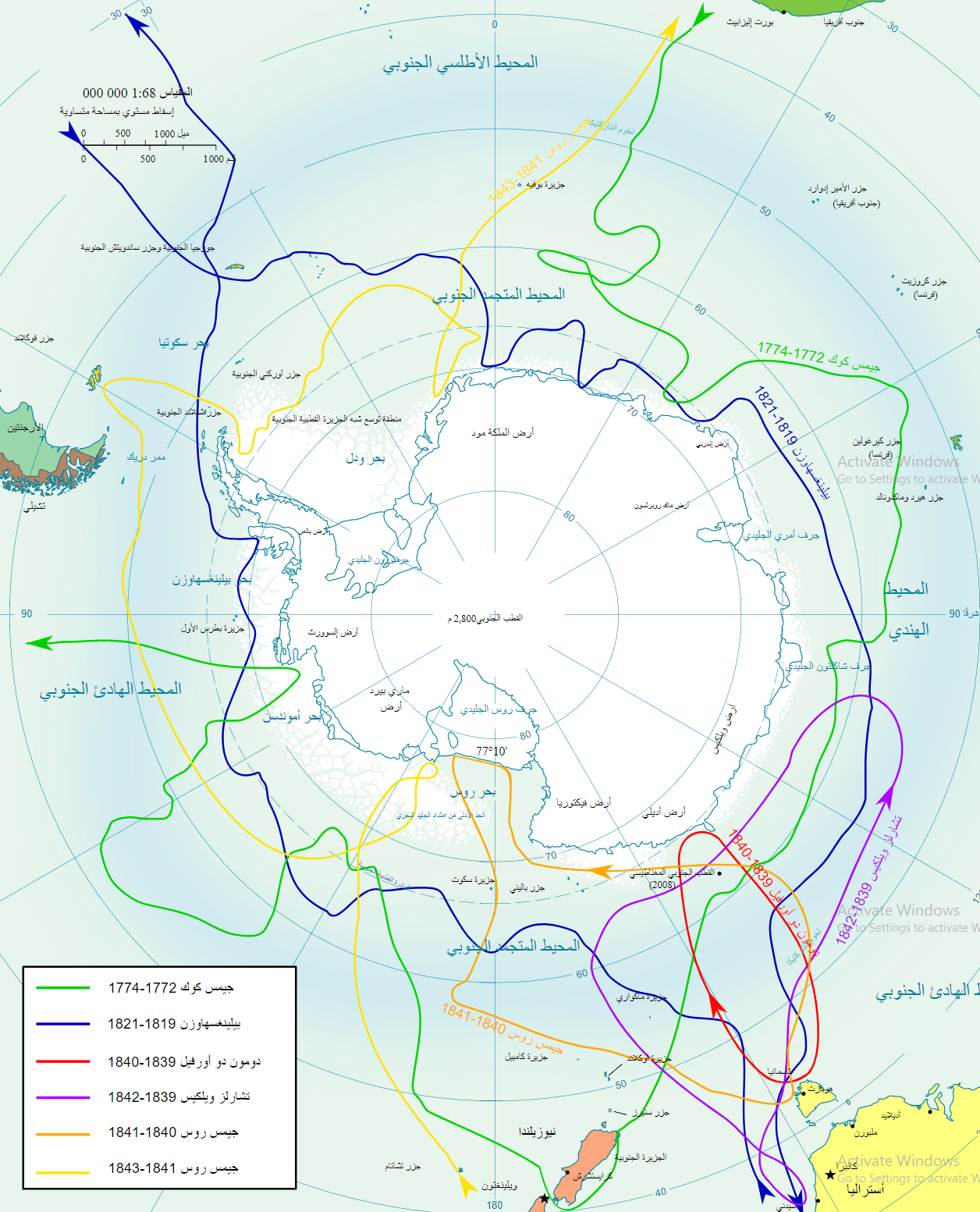
خريطة للرحلات الاستكشافية للقارة القطبية الجنوبية لكل من كوك وبيلينغسهاوزن ودو أورفيل وويلكيس وروس.

لا يوجد سكان أصليون في القارة القطبية الجنوبية. وصف الكابتن كوك خلال رحلته الثانية في فبراير 1775 وجود مثل هذه القارة القطبية بأنه «محتمل» وفي نسخة أخرى من يومياته كتب: «[أنا] أؤمن بوجودها إيمانًا راسخًا ومن المحتمل جدًا أننا رأينا جزءًا منها».

على أي حال، ساد الاعتقاد بوجود «تيرا أستراليس» -وهي قارة شاسعة موجودة في أقصى جنوب الكرة الأرضية من أجل «تحقيق التوازن» مع الأراضي الشمالية لأوروبا وآسيا وشمال أفريقيا- منذ زمن بطليموس في القرن الأول الميلادي. ظن الجغرافيون أن القارة أكبر بكثير من حجمها الفعلي، حتى في أواخر القرن السابع عشر، أي بعد اكتشاف المستكشفين أن أمريكا الجنوبية وأستراليا ليستا جزءًا من «أنتاركتيكا» الأسطورية. يُذكر من التفاصيل الرئيسية الأخرى في قصة أصل اسم القارة القطبية الجنوبية حقيقة أن اسم «تيرا أستراليس» لم يُطلق عليها، بل أُعطي لأستراليا بدلًا من ذلك، بسبب الاعتقاد الخاطئ بعدم وجود مساحة أرضية كبيرة في الجنوب. أدى المستكشف ماثيو فليندرز دورًا خاصًا في الترويج لنقل اسم «تيرا أستراليس» إلى أستراليا. برر استخدام عنوان كتابه «رحلة إلى تيرا أستراليس» (1814) عبر كتابته ما يلي في المقدمة:
استمرت الخرائط الأوروبية بعرض هذه الأرض الافتراضية حتى عبرت سفينتا الكابتن جيمس كوك إتش إم إس ريزولوشن وإتش إم إس أدفنشر دائرة القطب الجنوبي في ثلاث مناسبات: 17 يناير عام 1773، وديسمبر عام 1773، ويناير عام 1774. وصل كوك إلى نقطة تبعد نحو 120 كـم (75 ميل) عن ساحل القارة القطبية الجنوبية قبل أن يتراجع بسبب الجليد في يناير عام 1773.
وفقًا لمنظمات مختلفة (مؤسسة العلوم الوطنية، وناسا، وجامعة كاليفورنيا في سان دييغو، ومتحف الدولة الروسية للقطب الشمالي والقطب الجنوبي، ومنظمات أخرى)، قاد ثلاثة رجال السفن التي رصدت القارة القطبية الجنوبية أو جرفها الجليدي في عام 1820: فابيان غوتليب فون بيلينغسهاوزن (قبطان في البحرية الإمبراطورية الروسية)، وإدوارد برانزفيلد (قبطان في البحرية الملكية البريطانية)، وناثانيل بالمر (صائد فقمات أمريكي).
وصلت أول رحلة استكشافية روسية إلى القطب الجنوبي بقيادة بيلينغسهاوزن وميخائيل لازاريف على متن الحراقة فوستوك («الشرق») ذات الوزن البالغ 985 طنًا وسفينة الدعم ميرني («السلمية») التي بلغ وزنها 530 طنًا، وبلغوا نقطة تقع ضمن مسافة 32 كم (20 ميل) من أرض الملكة مود ورصدوا مشهد الجرف الجليدي عند 69 درجة و21دقيقة و28 ثانية جنوبًا ودرجتان و14 دقيقة و50 ثانية غربًا () في 27 يناير عام 1820، والذي أصبح يعرف باسم جرف فيمبول الجليدي. حدث هذا قبل ثلاثة أيام من رؤية برانزفيلد لأرض شبه جزيرة ترينيتي في القارة القطبية الجنوبية، وليس جليد الجرف الجليدي، وقبل عشرة أشهر من قيام بالمر بالأمر نفسه في نوفمبر 1820. يبدو أن أول هبوط موثق على القارة القطبية الجنوبية قد تم على يد صائد الفقمات الأمريكي جون ديفيس في خليج هيوز، بالقرب من كيب تشارلز غرب القارة القطبية الجنوبية، في 7 فبراير 1821، مع أن بعض المؤرخين يختلفون مع هذا الادعاء. تم أول هبوط مسجل ومؤكد في كيب أدير عام 1895 (بواسطة سفينة صيد الحيتان النرويجية-السويدية أنتاركتيك).

في 22 يناير 1840، أي بعد يومين من اكتشاف الساحل الغربي لجزر باليني، نزل بعض أفراد طاقم بعثة جول دومون دو أورفيل الاستكشافية 1837-1840 في الجزيرة الأعلى بين مجموعة من الجزر الصخرية الساحلية على بعد نحو 4 كيلومترات من كيب جيوديسي على ساحل أرض أديلي حيث أخذوا بعض عينات المعادن والطحالب والحيوانات، ونصبوا العلم الفرنسي وطالبوا بالسيادة الفرنسية على المنطقة.

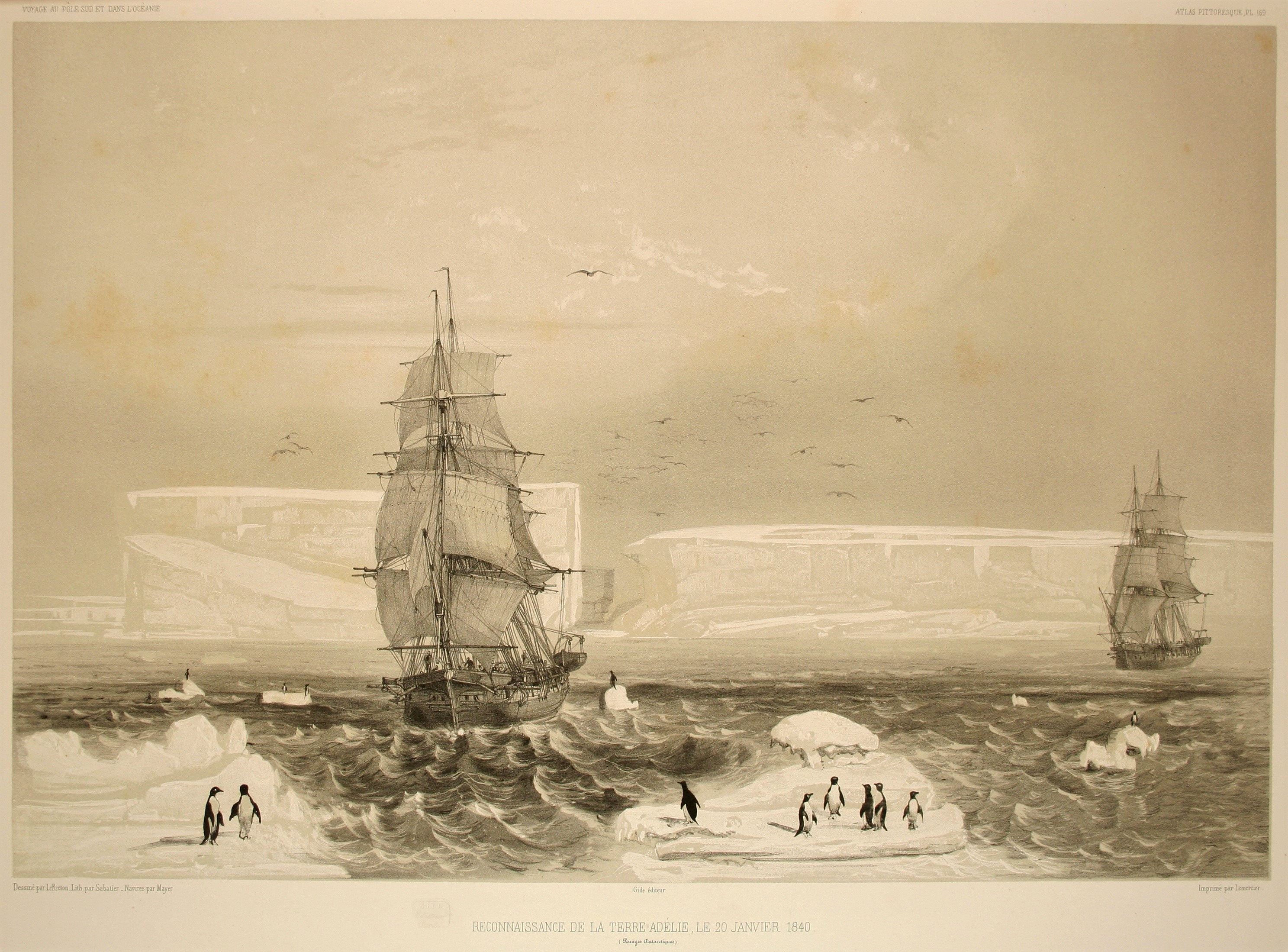
اكتشاف أرض أديلي على يد جول دومون دورفيل والمطالبة بالسيادة الفرنسية عليها في عام 1840.
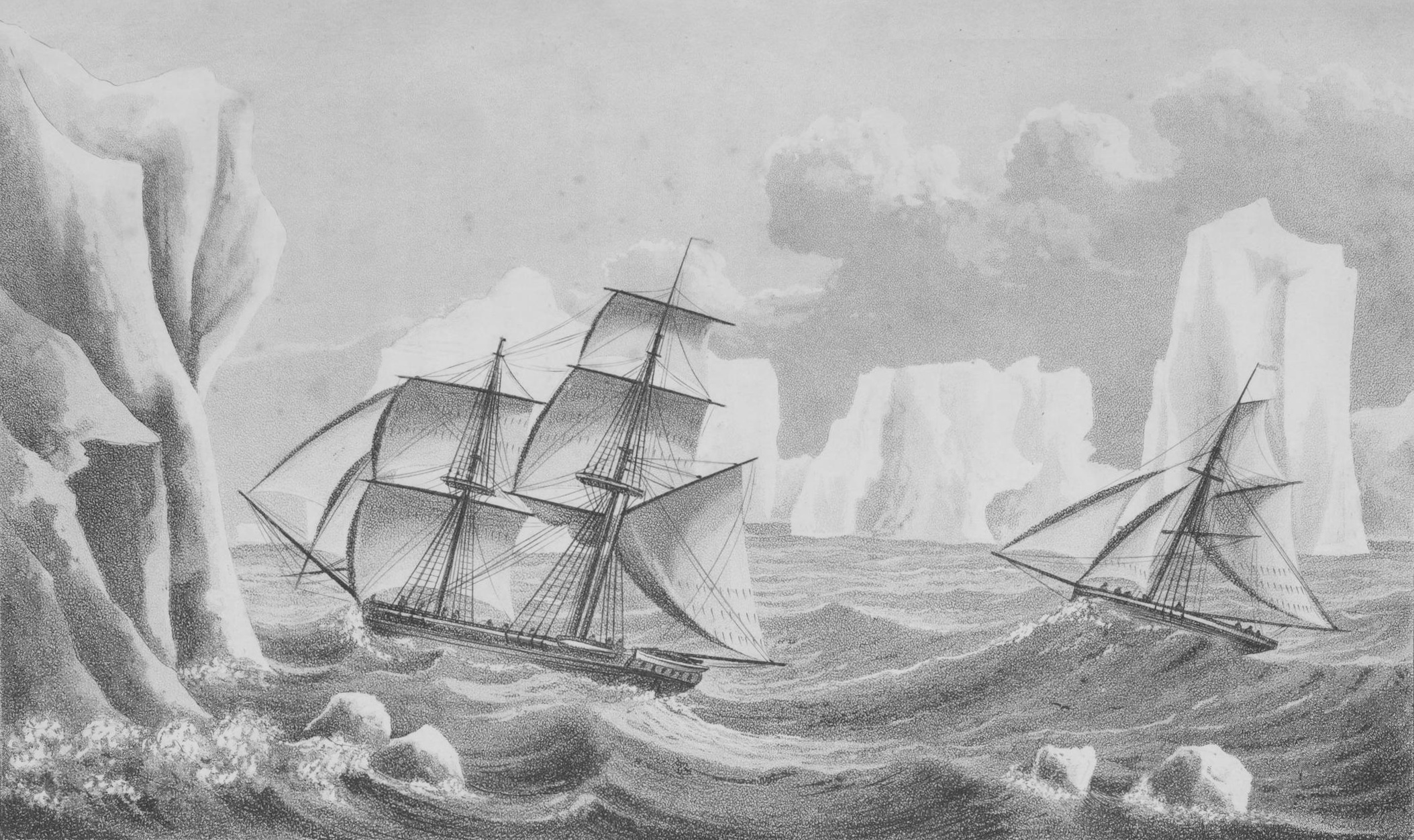
لوحة لبعثة جيمس ودل الثانية في عام 1823، تظهر السفينة الشراعية «جين» والزورق «بوفوي».
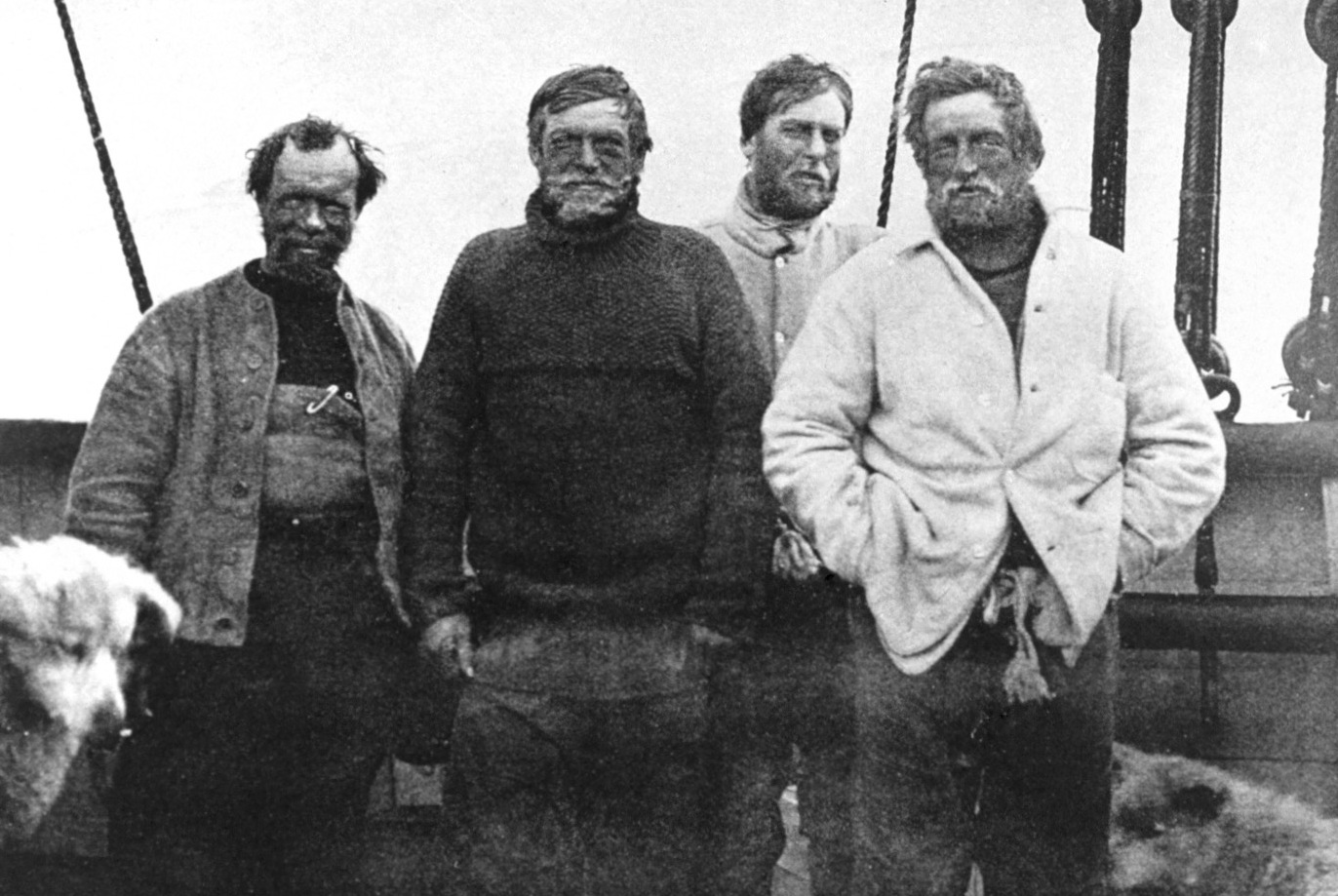
فرقة القطب الجنوبي من «بعثة نمرود» (من اليسار إلى اليمين): وايلد وشاكلتون ومارشال وآدامز.

مر المستكشف جيمس كلارك روس عبر ما يعرف الآن ببحر روس واكتشف جزيرة روس (وسُميا كلاهما على اسمه) في عام 1841. أبحر روس على طول جدار ضخم من الجليد سمي لاحقًا بجرف روس الجليدي. سمي جبلا إريباص وتيرور على اسم سفينتين من سفن بعثته: إتش إم إس إريباص وإتش إم إس تيرور. وصل القبطان ميركاتور كوبر إلى شرق القارة القطبية الجنوبية في 26 يناير عام 1853.
أصبحت الفرق التابعة لإيدجوورث ديفيد خلال رحلة نمرود الاستكشافية بقيادة إرنست شاكلتون في عام 1907 أول فرقة تتسلق جبل إريباص وتصل إلى القطب الجنوبي المغناطيسي. قاد دوغلاس موسون، الذي تولى قيادة فرقة القطب المغناطيسي بعد عودتهم المحفوفة بالمخاطر، بعثات عدة حتى تقاعده في عام 1931. إضافةً إلى ذلك، نفذ شاكلتون وثلاثة أعضاء آخرين من بعثته العديد من المهام الأولى من نوعها في الفترة الممتدة بين ديسمبر 1908 وفبراير 1909: كانوا أول البشر الذين اجتازوا جرف روس الجليدي، وأول من اجتاز سلسلة الجبال العابرة للقارة القطبية الجنوبية (عبر جليدة بيردمور الثلجية)، وأول من وطأ قدمًا على هضبة القارة القطبية الجنوبية. كان المستكشف القطبي النرويجي روال أموندسن أول من وصل إلى القطب الجنوبي الجغرافي عبر رحلة استكشافية على متن السفينة فرام في 14 ديسمبر 1911، وذلك من طريق خليج الحيتان وصولًا إلى جليدة أكسل هيبرغ الثلجية. وصلت بعثة سكوت إلى القطب بعد شهر واحد، علمًا أن أفراد البعثة كلهم قد لقوا حتفهم.
قاد ريتشارد إيفلين بيرد رحلات جوية عدة بالطائرة إلى القارة القطبية الجنوبية في ثلاثينيات وأربعينيات القرن العشرين. ينسب إليه الفضل في تنفيذ عمليات النقل البري الآلي في القارة وإجراء أبحاث جيولوجية وبيولوجية مكثفة. كانت كارولين ميكلسن أول امرأة تطأ القارة القطبية الجنوبية، وذلك في ثلاثينيات القرن الماضي عندما وصلت إلى جزيرة في القارة القطبية الجنوبية عام 1935، ودخلت إنغريد كريستنسن البر الرئيسي في عام 1937.
لم تطأ قدم أحد القطب الجنوبي مرة أخرى حتى 31 أكتوبر 1956، حيث هبطت مجموعة بحرية أمريكية بقيادة الأدميرال جورج جيه. دوفيك بنجاح باستخدام الطائرة. ضمت قائمة أوائل النساء اللواتي وصلن إلى القطب الجنوبي كلًا من بام يونغ، وجان بيرسون، ولويس جونز، وإيلين ماكسافيني، وكاي ليندسي، وتيري تيكهيل في عام 1969.

في صيف نصف الكرة الجنوبي 1996-1997، أصبح المستكشف النرويجي بورغ أوسلاند أول إنسان يعبر القارة القطبية الجنوبية بمفرده من الساحل إلى الساحل. استعان أوسلاند بطائرة ورقية لاجتياز مسافات من رحلته. فشلت جميع محاولات الانتقال بين الحواف القارية الحقيقية، حيث يلتقي الجليد بالبحر، دون استخدام طائرات ورقية أو إعادة الإمداد، بسبب المسافة الكبيرة التي يجب تغطيتها. يحمل أوسلاند أيضًا الرقم القياسي أيضًا لأسرع رحلة غير مدعومة إلى القطب الجنوبي، إذ استغرقت رحلته 34 يومًا فقط.

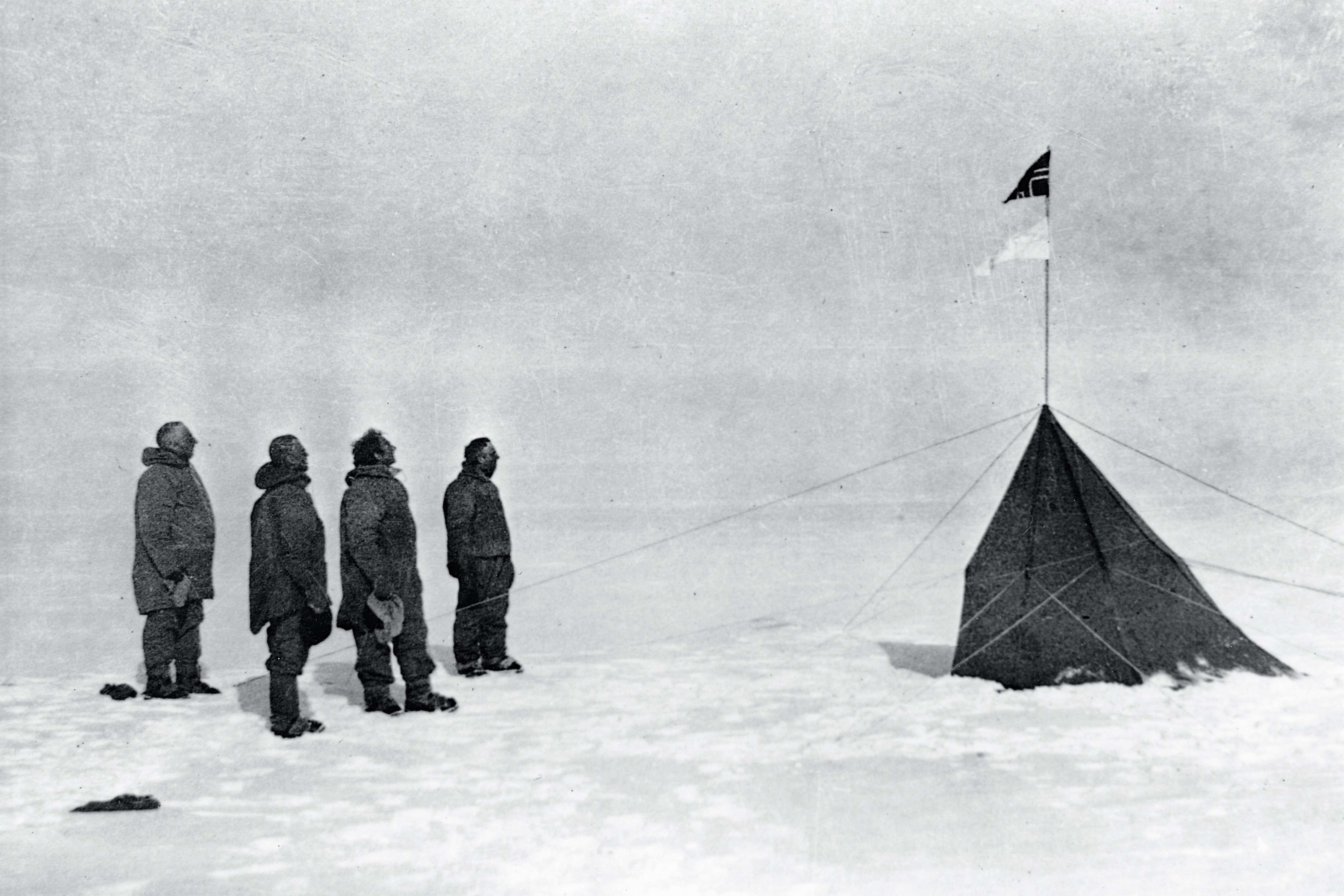
روال أموندسن وطاقمه ينظرون إلى العلم النرويجي الذي رفعوه في القطب الجنوبي عام 1911.
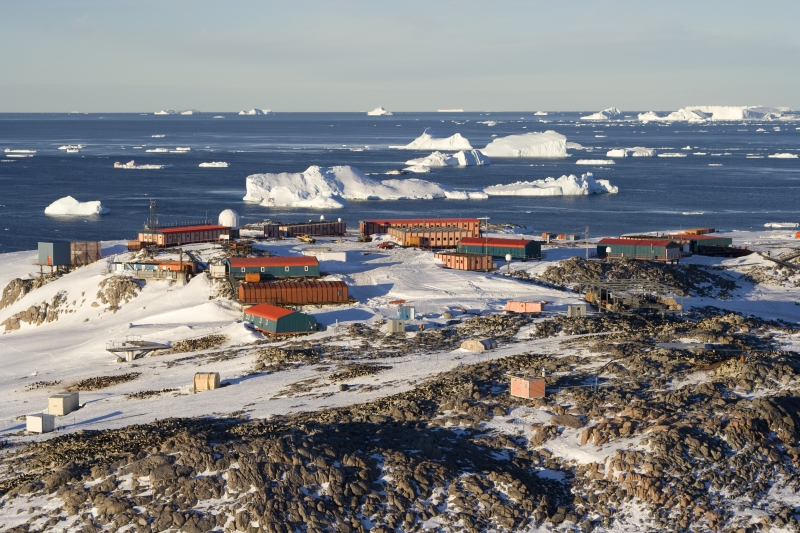
محطة دومون دورفيل الفرنسية وهي مثال على الاستيطان البشري الحديث في القارة القطبية الجنوبية.
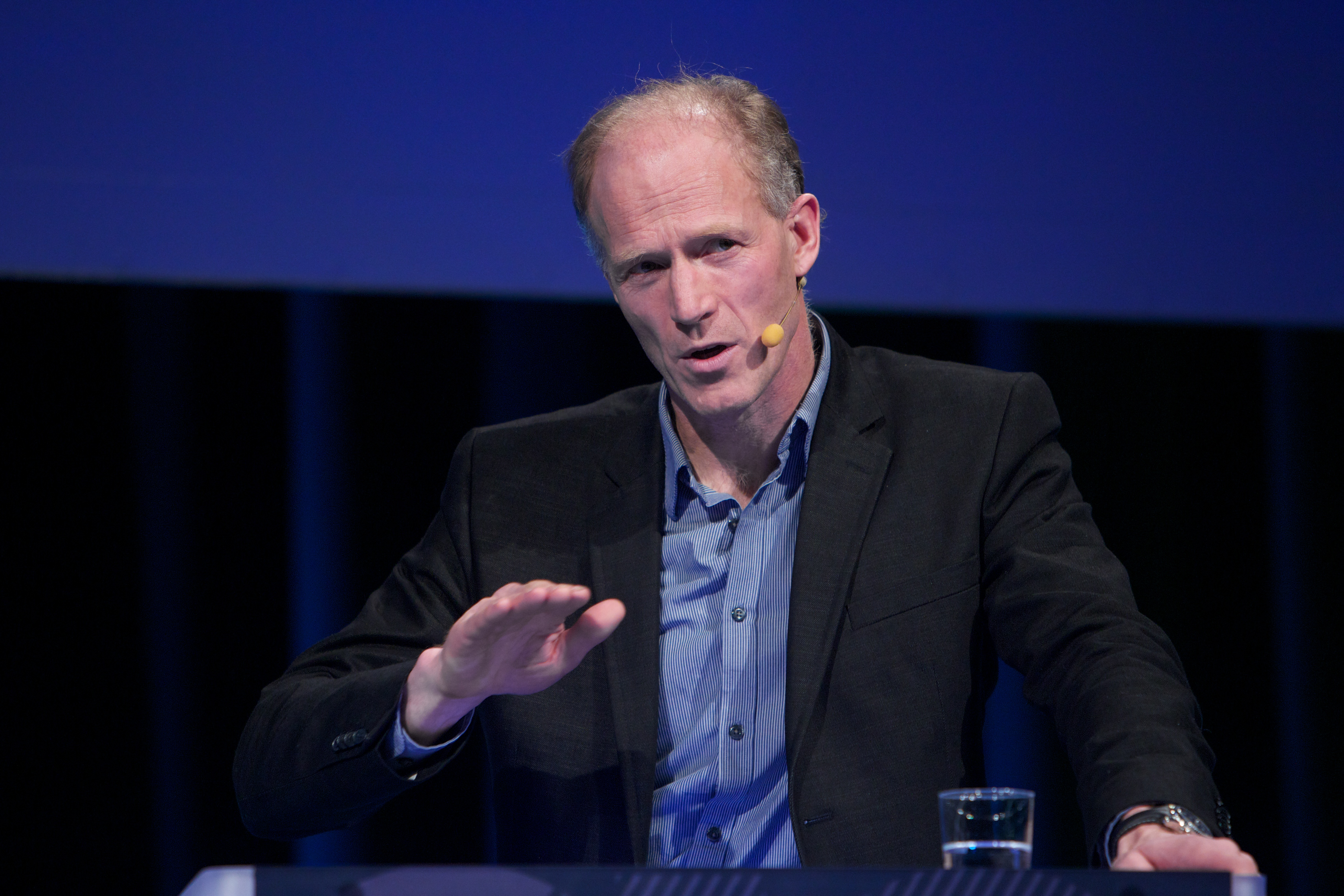
أصبح بورغ أوسلاند أول شخص يعبر القارة بمفرده في عام 1997.

## الجغرافيا

يقع شرق القارة القطبية الجنوبية إلى اليمين من سلسلة الجبال العابرة للقارة القطبية الجنوبية، ويُلاحظ غرب القارة القطبية الجنوبية على اليسار.

تقع القارة القطبية الجنوبية على نحو غير متناظر حول القطب الجنوبي وإلى حد كبير جنوب الدائرة القطبية الجنوبية، وهي القارة الواقعة في أقصى الجنوب ويحيط بها المحيط الجنوبي؛ من منظور آخر، يمكن رؤيتها محاطةً بجنوب المحيط الهادئ والمحيط الأطلسي والمحيط الهندي، أو بالمياه الجنوبية للمحيط العالمي. تضم القارة القطبية الجنوبية عددًا من الأنهار والبحيرات تحت جليدية، ويعد نهر الأونيكس أطول أنهارها، بينما أكبر البحيرات، بحيرة فوستوك، إحدى أكبر البحيرات شبه الجليدية في العالم. تغطي القارة القطبية الجنوبية أكثر من 14 مليون كـم2 (5,400,000 ميل2)، ما يجعلها خامس أكبر قارة، بمساحة أكبر من أوروبا بنحو 1.3 ضعف. يصل طول الخط الساحلي إلى 17,968 كـم (11,165 ميل) ويتسم معظمه بالتكوينات الجليدية الموضحة في الجدول التالي:
| النوع                                                   | النسبة |
| ------------------------------------------------------- | ------ |
| جرف جليدي (واجهة جليدية عائمة)                          | 44%    |
| جدران جليدية (ترتكز على الأرض)                          | 38%    |
| تيار جليدي/مخرج جليدة ثلجية (جبهة جليدية أو جدار جليدي) | 13%    |
| صخور                                                    | 5%     |
| المجموع                                                 | 100%   |

تُقسم القارة القطبية الجنوبية إلى قسمين عبر سلسلة الجبال العابرة للقارة القطبية الجنوبية بالقرب من العنق الجغرافي الفاصل بين بحر روس وبحر ودل. يُطلق على الجزء الغربي من بحر ودل وشرق بحر روس اسم غرب القارة القطبية الجنوبية بينما تندرج المناطق المتبقية تحت اسم شرق القارة القطبية الجنوبية.
تُغطي صفيحة القارة القطبية الجنوبية الجليدية نحو 98% من سطح القارة القطبية الجنوبية وهي صفيحة جليدية يبلغ متوسط سمكها 1.6 كـم (1.0 ميل) على الأقل. تضم القارة نحو 90% من جليد العالم (أي نحو 70% من المياه العذبة في العالم)، وإذا ذاب هذا الجليد كله، سيرتفع مستوى سطح البحر نحو 60 م (200 قدم). يكون هطول الأمطار منخفضًا في معظم المناطق الداخلية من القارة، إذ يصل إلى 20 مـم (0.8 بوصة) سنويًا؛ يكون هطول الأمطار أقل من فقد الكتلة في عدد قليل من مناطق «الجليد الأزرق» بفعل التسامي، وعليه يعدّ توازن الكتلة المحلي سالبًا، أما في الوديان الجافة، يحدث التأثير نفسه على قاعدة صخرية، ما يؤدي إلى تشكل منطقة جافة.

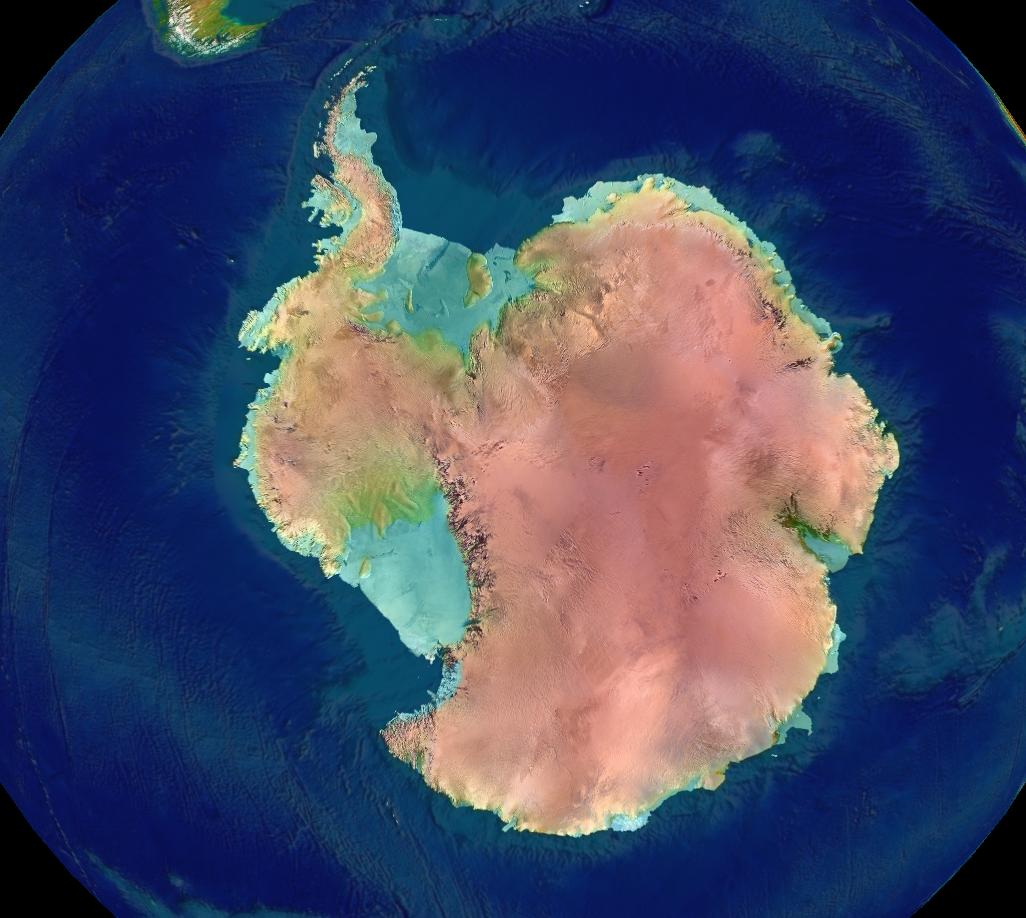
يلاحظ الارتفاع عن سطح البحر ملونًا على شكل ارتفاع تضريسي.

تغطي صفيحة غرب القارة القطبية الجنوبية الجليدية غرب القارة القطبية الجنوبية. مثلت الصفيحة مصدر قلق مؤخرًا بسبب احتمال انهيارها الضئيل، الذي سيؤدي في حال وقوعه إلى ارتفاع مستويات المحيط أمتار عدة في فترة زمنية قصيرة نسبيًا على المقياس الزمني الجيولوجي، ربما في غضون قرون. تتدفق العديد من التيارات الجليدية في القارة القطبية الجنوبية إلى واحدة من الجروف الجليدية العديدة في القطب الجنوبي، ضمن عملية تُعرف بديناميكيات الصفائح الجليدية.
يقع شرق القارة القطبية الجنوبية على جانب المحيط الهندي من سلسلة الجبال العابرة للقارة القطبية الجنوبية ويضم أرض كوتس، وأرض الملكة مود، وأرض إنديربي، وأرض ماك روبرتسون، وأرض ويلكس، وأرض فكتوريا. تقع جميع هذه المنطقة باستثناء جزء صغير منها داخل نصف الكرة الشرقي. تغطي الصفيحة الجليدية في شرق القارة القطبية الجنوبية نسبة كبيرة من منطقة شرق القارة القطبية الجنوبية.

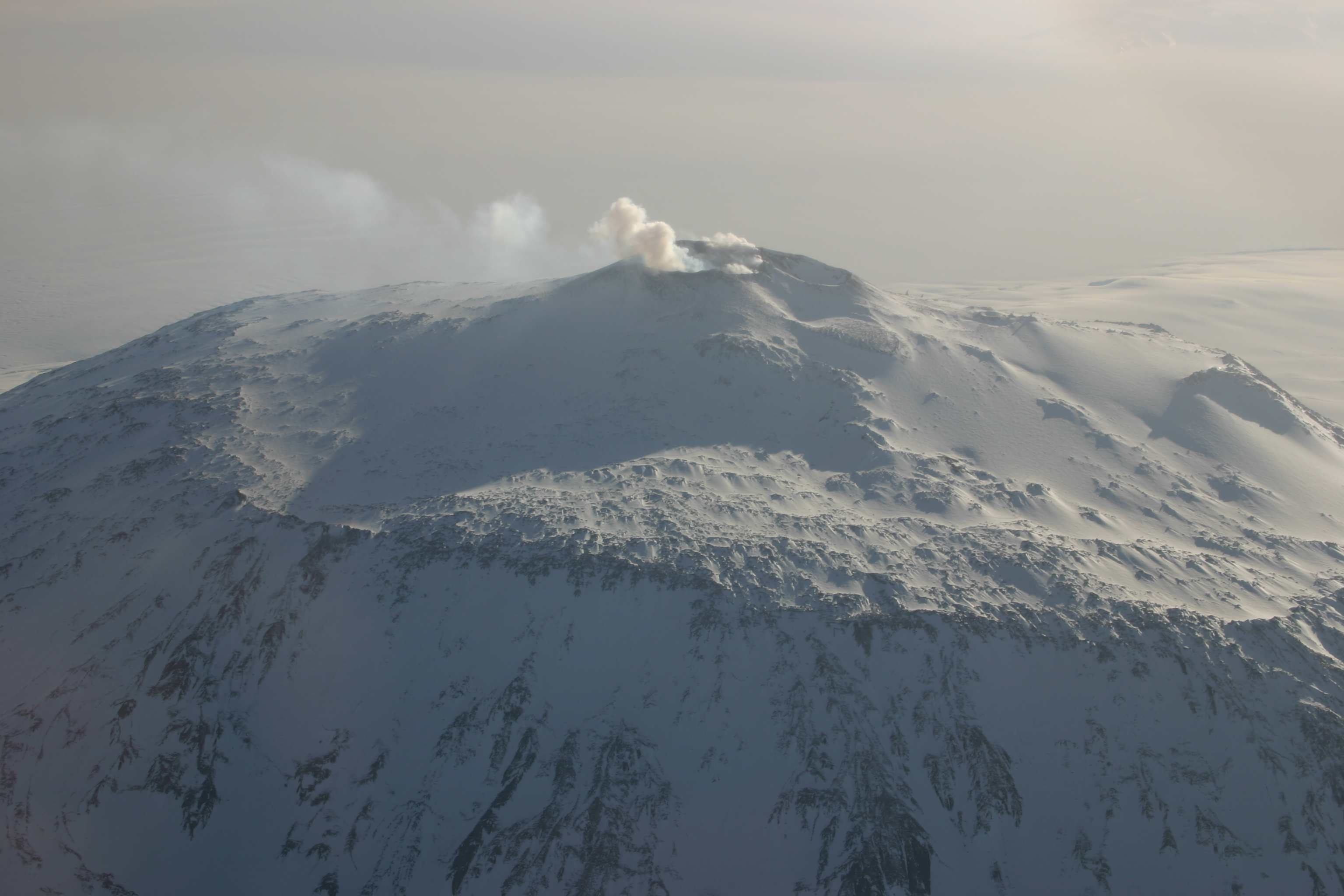
جبل إريباص وهو بركان نشط في جزيرة روس

تقع قمة فينسون ماسيف، أعلى قمة في القارة القطبية الجنوبية على ارتفاع 4,892 م (16,050 قدم)، في جبال إلسورث. تضم القارة العديد من الجبال الأخرى، على كل من أراضي القارة الرئيسية وأراضي الجزر المحيطة. يمثل جبل إريباص في جزيرة روس البركان النشط الواقع في أقصى نقطة جنوبية في العالم. عُثر على بركان آخر معروف في جزيرة ديسيبشن، التي اشتهرت بثوران بركاني عملاق في عام 1970. تتكرر في القارة القطبية الجنوبية الانفجارات البركانية الصغيرة، ولوحظ تدفق الحمم البركانية في السنوات الأخيرة، مع استمرار احتمالية نشاط البراكين الخاملة الأخرى. عثر باحثون أمريكيون وكنديون في عام 2004 على بركان نشط تحت الماء في شبه الجزيرة القطبية الجنوبية.
تُعد القارة القطبية الجنوبية موطنًا لأكثر من 70 بحيرة في قاعدة الصفيحة الجليدية القارية، مثل بحيرة فوستوك التي اكتُشفت تحت محطة فوستوك الروسية في عام 1996، والتي تحتل المرتبة الأولى في قائمة أكبر البحيرات تحت الجليدية. ساد الاعتقاد سابقًا بأن البحيرة ظلت مغلقة لمدة تتراوح بين نصف مليون سنة ومليون سنة، لكن مسحًا حديثًا نوه بتدفقات مائية كبيرة من بحيرة إلى أخرى في كثير من الأحيان، بما في ذلك بحيرات أصغر مثل بحيرة ويليانز.وبحيرة إلسوورث

تخبرنا بعض الأدلة المتمثلة في عينات لبية جليدية محفورة حتى ارتفاع 400 م (1,300 قدم) فوق خط المياه أن مياه بحيرة فوستوك قد تحتوي على حياة ميكروبية. لوحظت أوجه تشابه عدة بين سطح البحيرة المتجمد والقمر أوروبا التابع لكوكب المشتري، ومن ثم فإن اكتشاف الحياة في بحيرة «فوستوك» سيعزز الحجة حول إمكانية وجود حياة على أوروبا. شرع فريق من ناسا في 7 فبراير 2008 بمهمة إلى بحيرة أونترسي، بحثًا عن أحياء من نوع أليف الظروف القاسية (الإكستريموفيل) في مياهها شديدة القلوية. يُذكر أن العثور على هذه المخلوقات المتكيفة سيعزز حجة وجود حياة خارج كوكب الأرض في البيئات شديدة البرودة والغنية بالميثان.
أصدر باحثون في الوكالة الوطنية للاستخبارات الجغرافية المكانية خريطة تضاريس عالية الدقة (تفاصيل تصل دقتها إلى إظهار حجم سيارة، وأدق من ذلك في بعض المناطق) للقارة القطبية الجنوبية في سبتمبر عام 2018، أطلقوا عليها اسم «نموذج الارتفاعات المرجعية للقارة القطبية الجنوبية» (REMA).

## الجيولوجيا

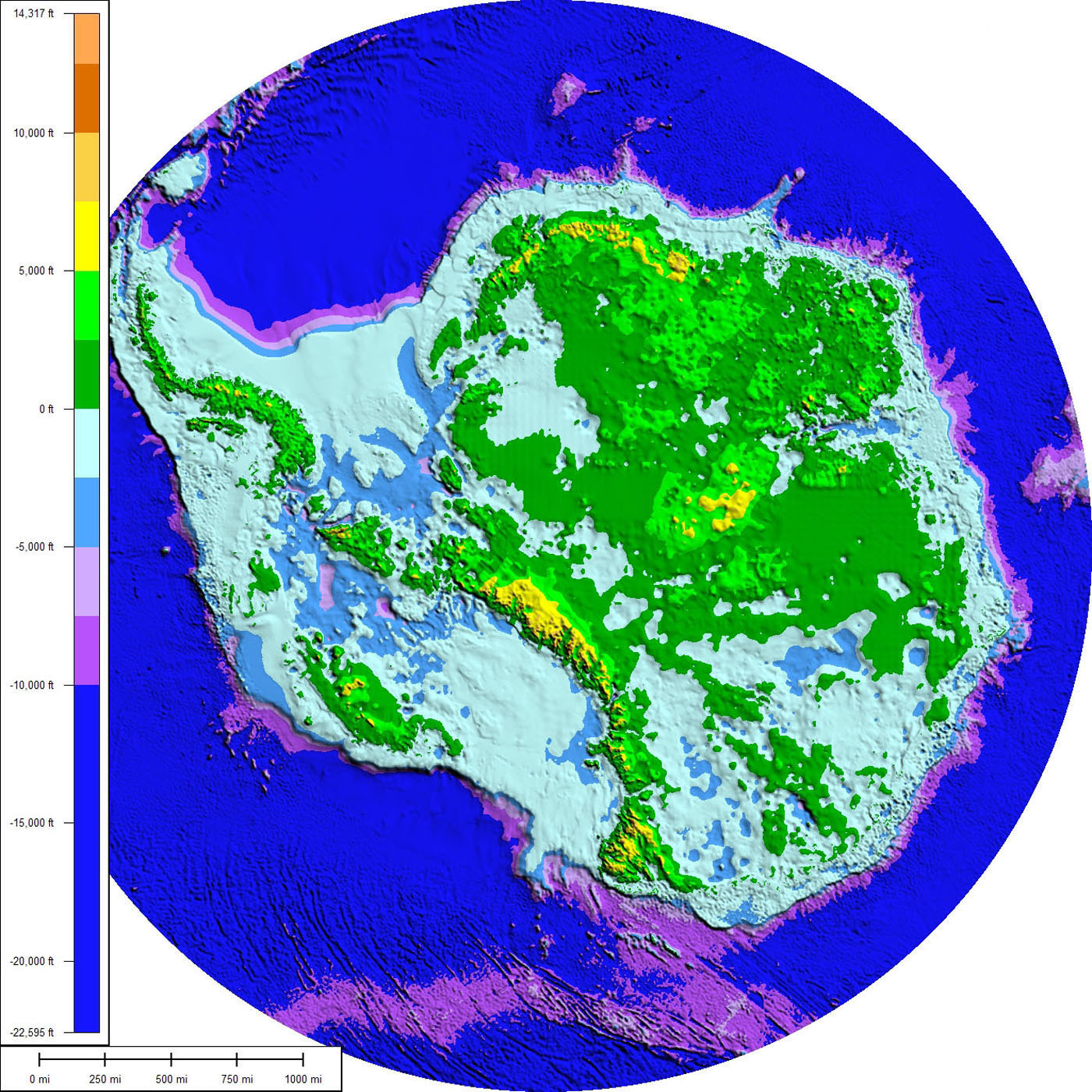
الطبوغرافيا تحت الجليدية وقياس أعماق القاعدة الصخرية تحت الصفيحة الجليدية القطبية الجنوبية.

كانت القارة القطبية الجنوبية جزءًا من قارة غندوانا العظمى منذ أكثر من 100 مليون سنة، لكن غندوانا تفككت بمرور الوقت، وتشكلت القارة القطبية الجنوبية التي نعرفها اليوم منذ نحو 25 مليون سنة، عندما فُتح ممر دريك بينها وبين أمريكا الجنوبية. لم تكن القارة القطبية الجنوبية باردة وجافة ومغطاة بصفائح جليدية منذ الأزل، ففي محطات عدة من تاريخ القارة القطبية الجنوبية، تربعت القارة إلى الشمال أكثر، وشهدت مناخًا استوائيًا أو معتدلًا، وغطتها الغابات.

### حقبة الحياة القديمة (540-250 مليون سنة)
اتسم مناخ غندوانا بالاعتدال خلال العصر الكامبري. ضم نصف الكرة الشمالي جزءًا من غرب القارة القطبية الجنوبية، وخلال هذه الفترة ترسبت كميات كبيرة من الأحجار الرملية والجيرية والطَّفَل الصفحي، بينما وقع شرق القارة القطبية الجنوبية عند خط الاستواء، حيث ازدهرت اللافقاريات في قاع البحر ومفصليات ثلاثية الفصوص في البحار الاستوائية. تربعت غندوانا مع بداية العصر الديفوني (416 مليون سنة) على خطوط عرض أكثر جنوبية وكان مناخها أكثر برودة، مع أن حفريات النباتات البرية معروفة هناك منذ ذلك الوقت. غطت الرمال والطمي ما يعرف الآن باسم جبال إلسورث وهورليك وبينساكولا. بدأ التجلد في نهاية العصر الديفوني (360 مليون سنة)، حيث أصبحت غندوانا متمركزة في القطب الجنوبي وتغير المناخ ليغدو أكثر برودةً دون أن تمنع هذا التغيرات من استمرار وجود النباتات. انتشرت النباتات البذرية في أراضي القارة خلال فترة العصر البرمي، مثل نبات السرخس اللساني، الذي يعدّ من البذريات التريدية التي نمت في المستنقعات. أصبحت هذه المستنقعات بمرور الوقت رواسب من الفحم في سلسلة الجبال العابرة للقارة القطبية الجنوبية. أدى الاحترار المستمر قرب نهاية العصر البرمي، إلى سيطرة مناخ جاف وحار على جزء كبير من غندوانا.

### حقبة الحياة الوسطى (250-66 مليون سنة)

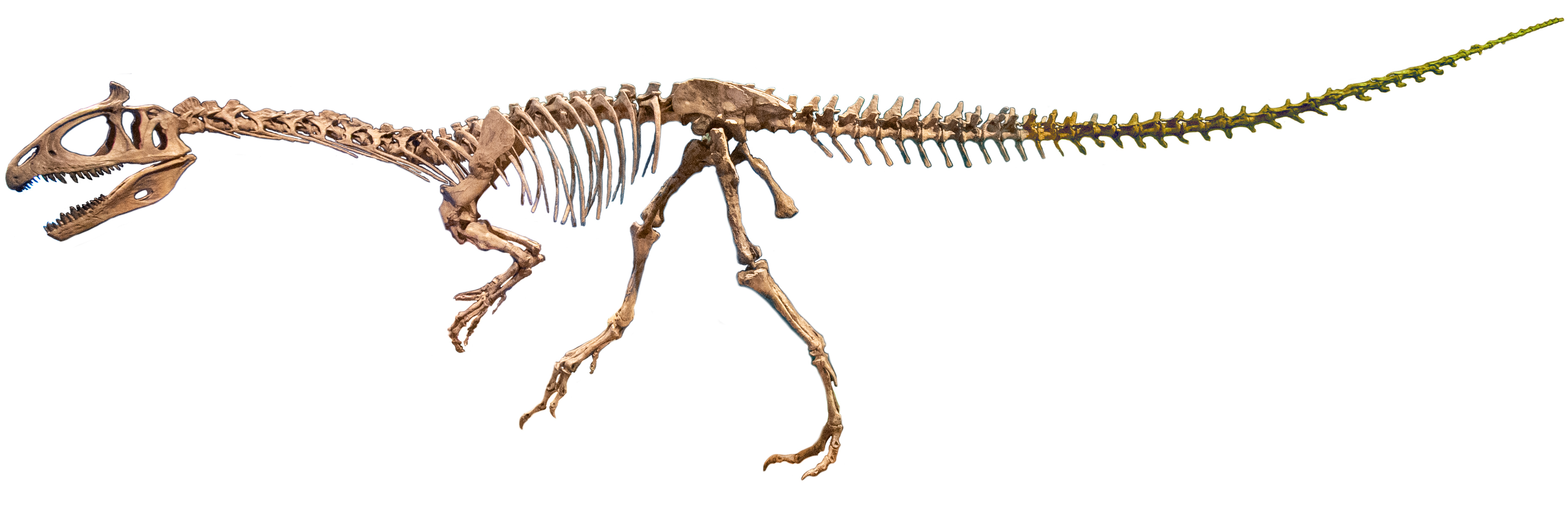
إعادة بناء للهيكل العظمي للكرايولوفوصور كما عُثر عليه في القارة القطبية الجنوبية

ذابت القمم الجليدية القطبية نتيجة الاحترار المستمر وتحول جزء كبير من غندوانا إلى صحراء. أصبحت السرخسيات البذرية أو البذريات التريدية وفيرة في شرق القارة القطبية الجنوبية، وزادت نسبة الحجر الرملي والطَّفَل الصفحي في تلك الفترة. شاع انتشار مندمجات الأقواس، المعروفة باسم «الزواحف الشبيهة بالثدييات» التي تضم أنواعًا مثل الليستروصوروس، في القارة القطبية الجنوبية خلال العصر الثلاثي المبكر. بدأت شبه الجزيرة القطبية الجنوبية بالتشكل خلال العصر الجوراسي (206–146 مليون سنة). كانت أشجار الجنكة والصنوبريات والبينيتيت وذيل الحصان والسراخس والنخل السرخسي وفيرةً خلال هذه الفترة. بالانتقال إلى غرب القارة القطبية الجنوبية، سادت الغابات الصنوبرية طوال العصر الطباشيري بأكمله (146-66 مليون سنة)، دون أن يمنع ذلك انتشار خشب الزان الجنوبي في نهاية هذه الفترة. كان الأمونيت شائعًا في البحار حول القارة القطبية الجنوبية، ووُجدت الديناصورات أيضًا، مع أن الباحثين لم يذكروا سوى ثلاثة أجناس من الديناصورات في القطب الجنوبي (مثل الكرايولوفوصور، والغلاسياليسوروس من تكوين هانسون، ومدرعة أنتاركتيكا) حتى الآن. بدأت غندوانا بالتفكك خلال هذه الحقبة، وتشير بعض الأدلة إلى التجلد البحري في القارة القطبية الجنوبية خلال العصر الطباشيري.

### تفكك غندوانا (160-23 مليون سنة)
بدأت برودة المناخ في القارة القطبية الجنوبية بالازدياد تدريجيًا، إذ أدى الانتشار القاري إلى تغيير التيارات المحيطية من تيارات طولية اتجهت من خط الاستواء إلى القطب معدلةً درجة الحرارة، لتصبح تيارات عرضية حافظت على اختلافات درجات الحرارة في خطوط العرض وعززتها.
انفصلت أفريقيا عن القارة القطبية الجنوبية في العصر الجوراسي، أي منذ نحو 160 مليون عام، تلتها شبه القارة الهندية في أوائل العصر الطباشيري (منذ نحو 125 مليون سنة). تمتعت القارة القطبية الجنوبية (التي كانت متصلة بأستراليا) بحلول نهاية العصر الطباشيري، أي منذ نحو 66 مليون سنة، بمناخ شبه استوائي ونباتات قطبية، مع حيوانات من مجموعة الشقبانيات. انفصلت أستراليا-غينيا الجديدة عن القارة القطبية الجنوبية في العصر الإيوسيني، أي منذ 40 مليون سنة تقريبًا، فأمكن للتيارات العرضية عزل القارة القطبية الجنوبية عن أستراليا، وبدأت أولى التشكلات الجليدية بالظهور. رُصد خلال حدث انقراض الإيوسيني-الأوليغوسيني، أي منذ نحو 34 مليون سنة، مستوى ثاني أكسيد الكربون قُدر بنحو 760 جزء في المليون، أي أقل من المستويات السابقة المرصودة بآلاف الأجزاء في المليون.

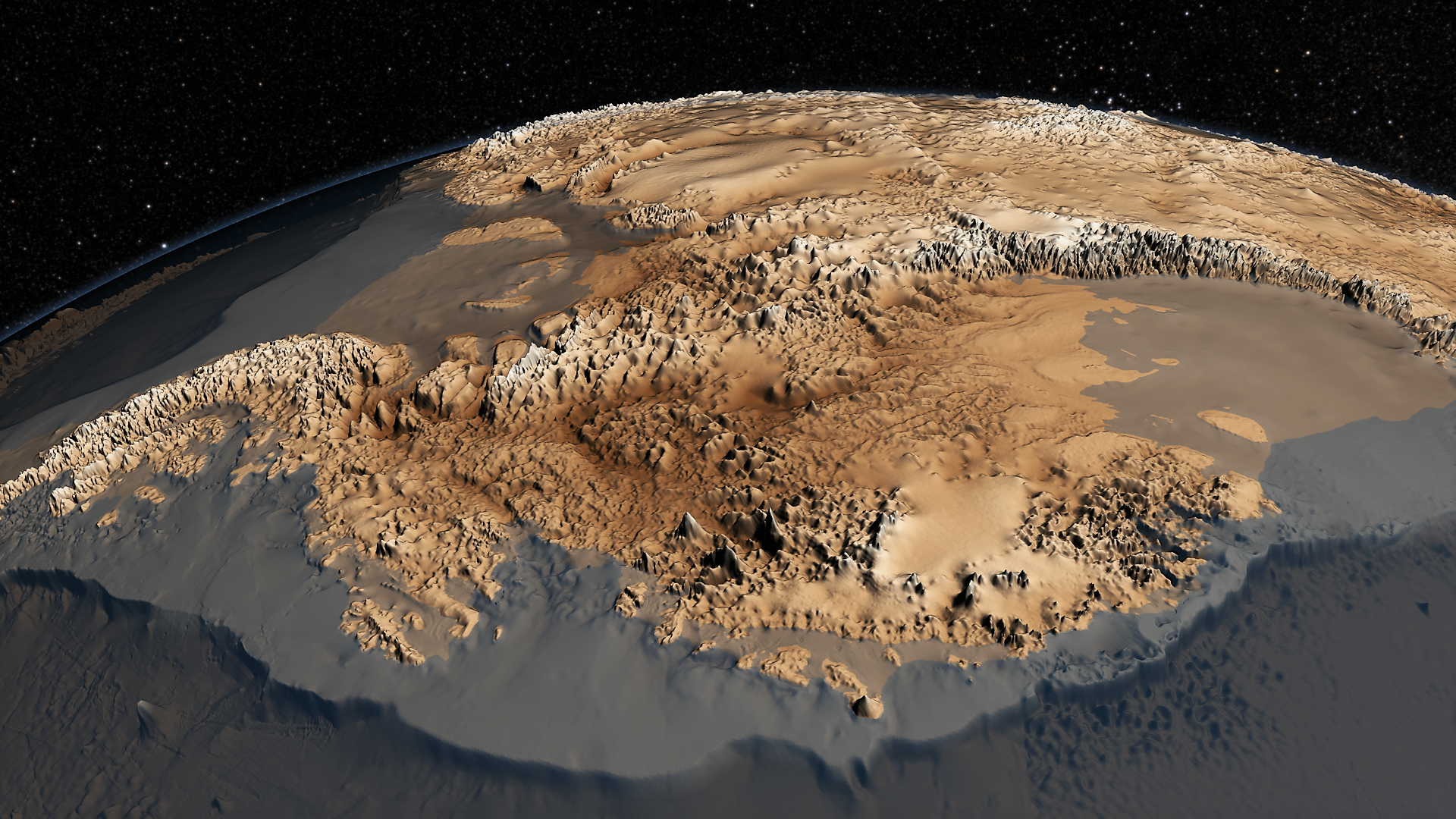
تعدّ طبوغرافيا القاعدة الصخرية في القارة القطبية الجنوبية ضرورية لفهم الحركة الديناميكية للصفائح الجليدية القارية.

منذ 25 مليون سنة تقريبًا، فُتح ممر دريك بين القارة القطبية الجنوبية وأمريكا الجنوبية، ما أدى إلى ظهور التيار القطبي للقطب الجنوبي الذي عزل القارة تمامًا. تشير نماذج التغييرات إلى أن انخفاض مستويات ثاني أكسيد الكربون أصبح أكثر أهمية. بدأ الجليد بالانتشار ليحل محل الغابات التي غطت القارة حتى ذلك الحين، ليصبح معظم القارة مغطى بالجليد منذ نحو 15 مليون سنة.

### العصران البليوسيني والبليستوسيني
تُظهر أوراق الزان الجنوبي الأحفورية في تكوين صحراء ماير لمجموعة سيريوس أن الفترات الدافئة المتقطعة سمحت لشجيرات الزان الجنوبي بالتشبث بسلسلة دومينيون الجبلية لوقت متأخر من فترة 3-4 مليون سنة (منتصف أواخر العصر البليوسيني)، ليغطي بعدها العصر الجليدي البليستوسيني القارة بأكملها ومن ثم يدمر كل أشكال الحياة النباتية الرئيسية فيها.
أشارت دراسة من عام 2014 إلى تقلص الصفيحة الجليدية القطبية الجنوبية الشرقية خلال العصر البليستوسيني بمقدار 500 م (1,600 قدم) على الأقل، بينما لم يتجاوز هذا التقلص أكثر من 50 م (160 قدم) منذ الذروة الجليدية الأخيرة لمنطقة الصفيحة الجليدية القطبية الجنوبية الشرقية، وربما بدأ بعد 14 ألف عام تقريبًا.
ثار بركان تحت الصفيحة الجليدية في القارة القطبية الجنوبية منذ نحو 2200 عام، إذ كُشف عنه عبر مسح جوي باستخدام صور الرادار، ويُعدّ أضخم ثوران بركاني في القارة القطبية الجنوبية في آخر 10 آلاف عام، وعُثر على الرماد البركاني مترسبًا على سطح الجليد تحت جبال هدسون، بالقرب من نهر جزيرة باين الجليدي.

### العصر الحالي

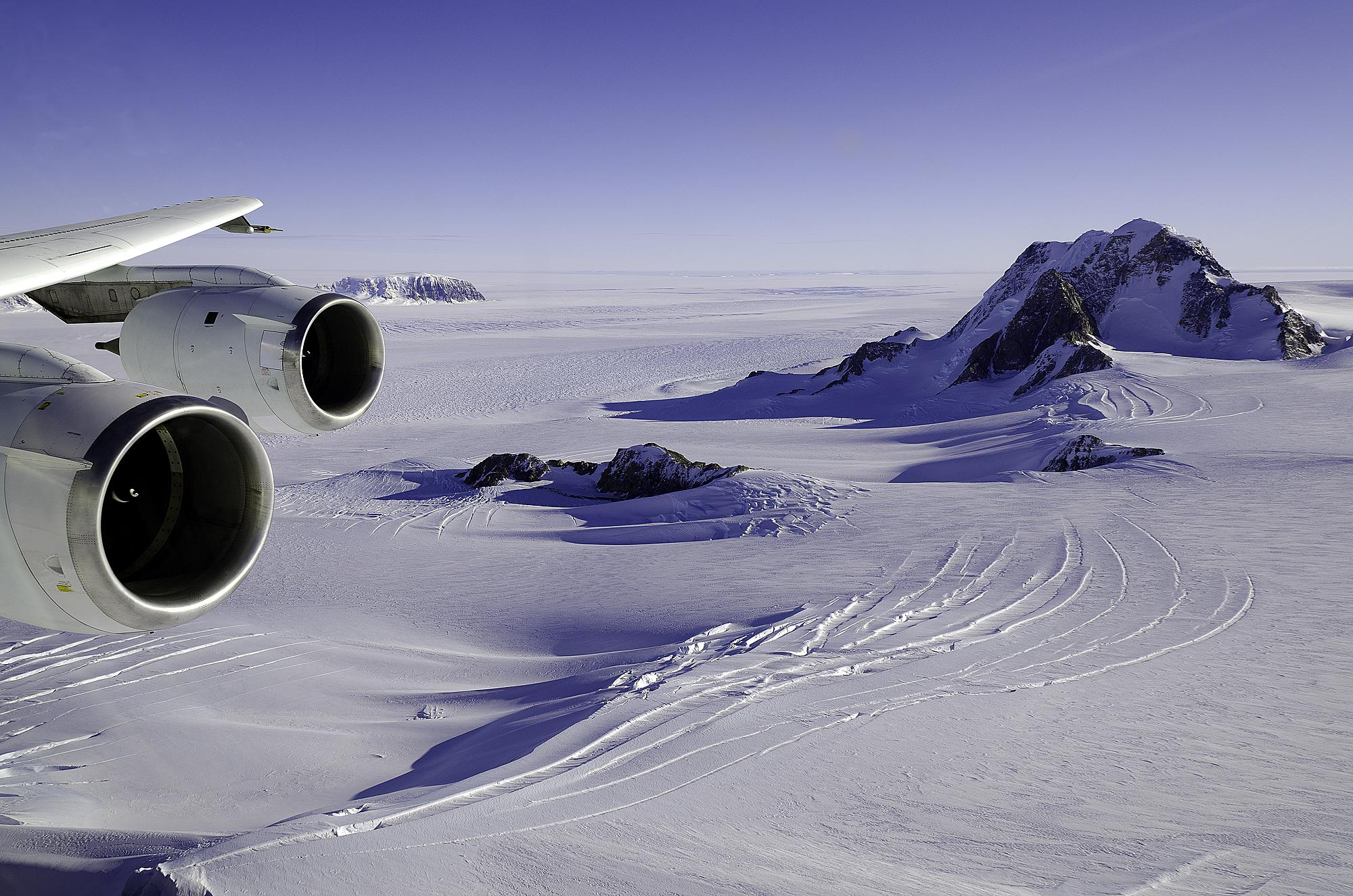
منظر للأنهار الجليدية والنتوءات الصخرية في أرض ماري بيرد من طائرة دوغلاس دي سي-8 التابعة لناسا.

أُعيقت الدراسة الجيولوجية للقارة القطبية الجنوبية إلى حد كبير بسبب تغطية القارة بأكملها تقريبًا بطبقة سميكة من الجليد. على أي حال، بدأت تقنيات جديدة مثل الاستشعار عن بعد ورادار قياس الأرض وصور الأقمار الصناعية بالكشف عن الهياكل الموجودة تحت الجليد. يشبه غرب القارة القطبية الجنوبية إلى حد بعيد سلسلة جبال الأنديز في أمريكا الجنوبية من الناحية الجيولوجية. تشكلت شبه الجزيرة القطبية الجنوبية عن طريق رفع رواسب قاع البحر وتحولها.
تتمثل أكثر الصخور شيوعًا في غرب القارة القطبية الجنوبية في صخور الأنديزيت والريوليت البركانية التي تشكلت خلال العصر الجوراسي. تشير أدلة أخرى أيضًا إلى استمرار النشاط البركاني، حتى بعد تشكل الغطاء الجليدي، في أرض ماري بيرد وجزيرة ألكسندر. تُعد منطقة جبال إلسورث المنطقة الوحيدة الشاذة في غرب القارة القطبية الجنوبية، إذ تشبه طبقات الأرض فيها إلى حد كبير شرق القارة القطبية الجنوبية.
يتميز شرق القارة القطبية الجنوبية بالتنوع الجيولوجي، ويعود تاريخه إلى العصر ما قبل الكامبري، حيث تشكلت بعض الصخور منذ أكثر من 3 مليارات سنة، إذ يتألف من منصة من الصخور المتحولة والنارية التي تمثل قاعدة الدرع القاري. يوجد على قمة هذه القاعدة الفحم والعديد من الصخور حديثة العهد، مثل الأحجار الرملية والطفل الصحفي والصخر الزيتي التي تشكلت جميعها خلال الفترتين الديفونية والجوراسية لتسهم في تكوين الجبال العابرة للقارة القطبية الجنوبية. ظهرت أيضًا بعض الفوالق في المناطق الساحلية مثل سلسلة جبال شاكلتون وأرض فيكتوريا.
يُعد الفحم أبرز الموارد المعدنية الرئيسية المعروفة في القارة. رصد فرانك وايلد وجود الفحم لأول مرة بالقرب من نهر بيردمور الجليدي خلال بعثة نمرود، وأصبح الآن الفحم منخفض الجودة منتشرًا عبر أجزاء كثيرة من جبال عبر القارة القطبية الجنوبية. تحتوي جبال الأمير تشارلز على رواسب كبيرة من خام الحديد. تكمن أهم موارد القارة القطبية الجنوبية في البحر، أي حقول النفط والغاز الطبيعي التي عُثر عليها في بحر روس عام 1973. حُظر استغلال جميع الموارد المعدنية حتى عام 2048 بموجب بروتوكول حماية البيئة الملحق بمعاهدة القارة القطبية الجنوبية.

## المناخ

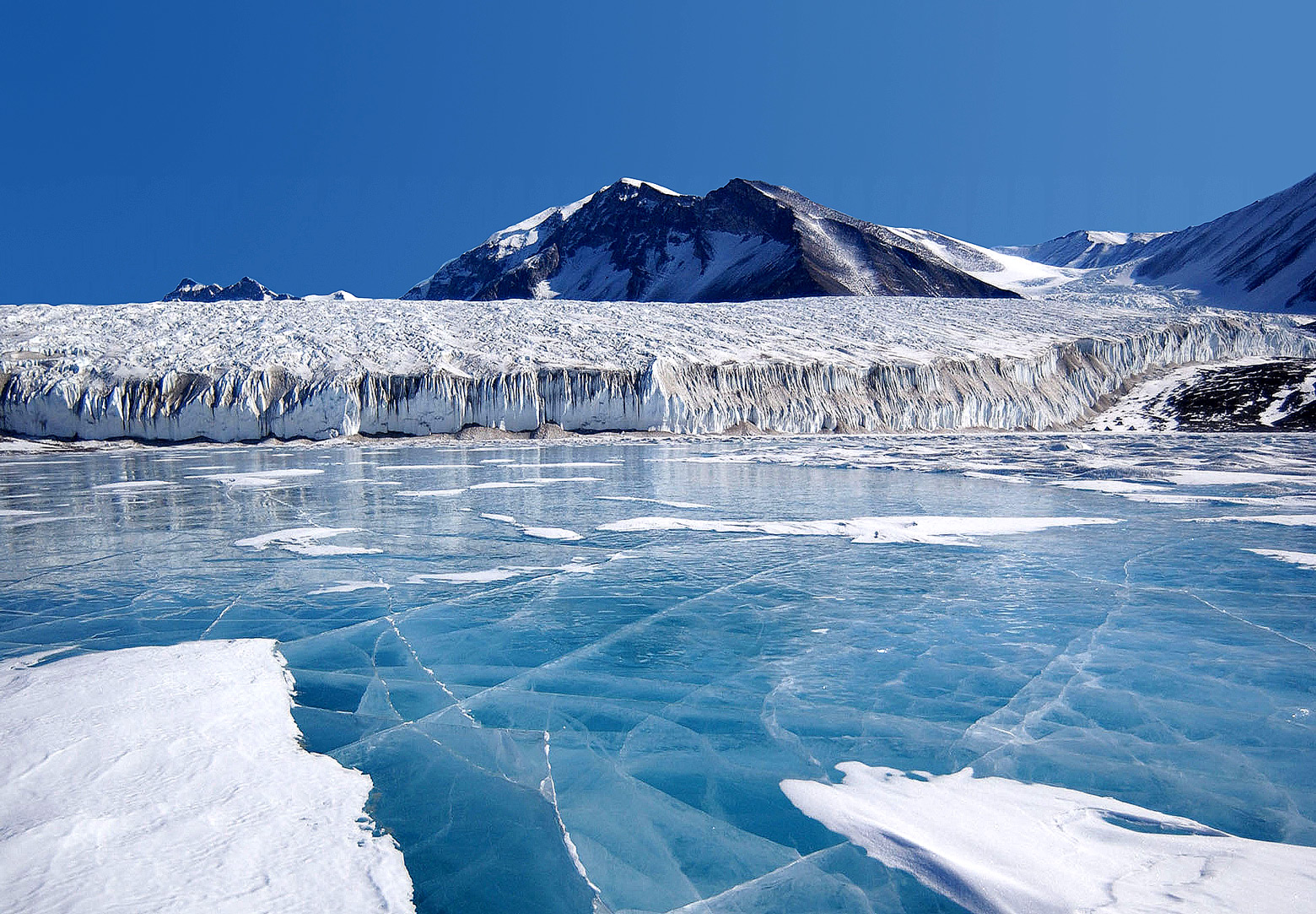
يأتي الجليد الأزرق الذي يغطي بحيرة فريكسيل، في سلسلة الجبال العابرة للقارة القطبية الجنوبية، من المياه الجليدية الثلجية الذائبة القادمة من جليدة كندا الثلجية والجليدات الثلجية الأصغر الأخرى.

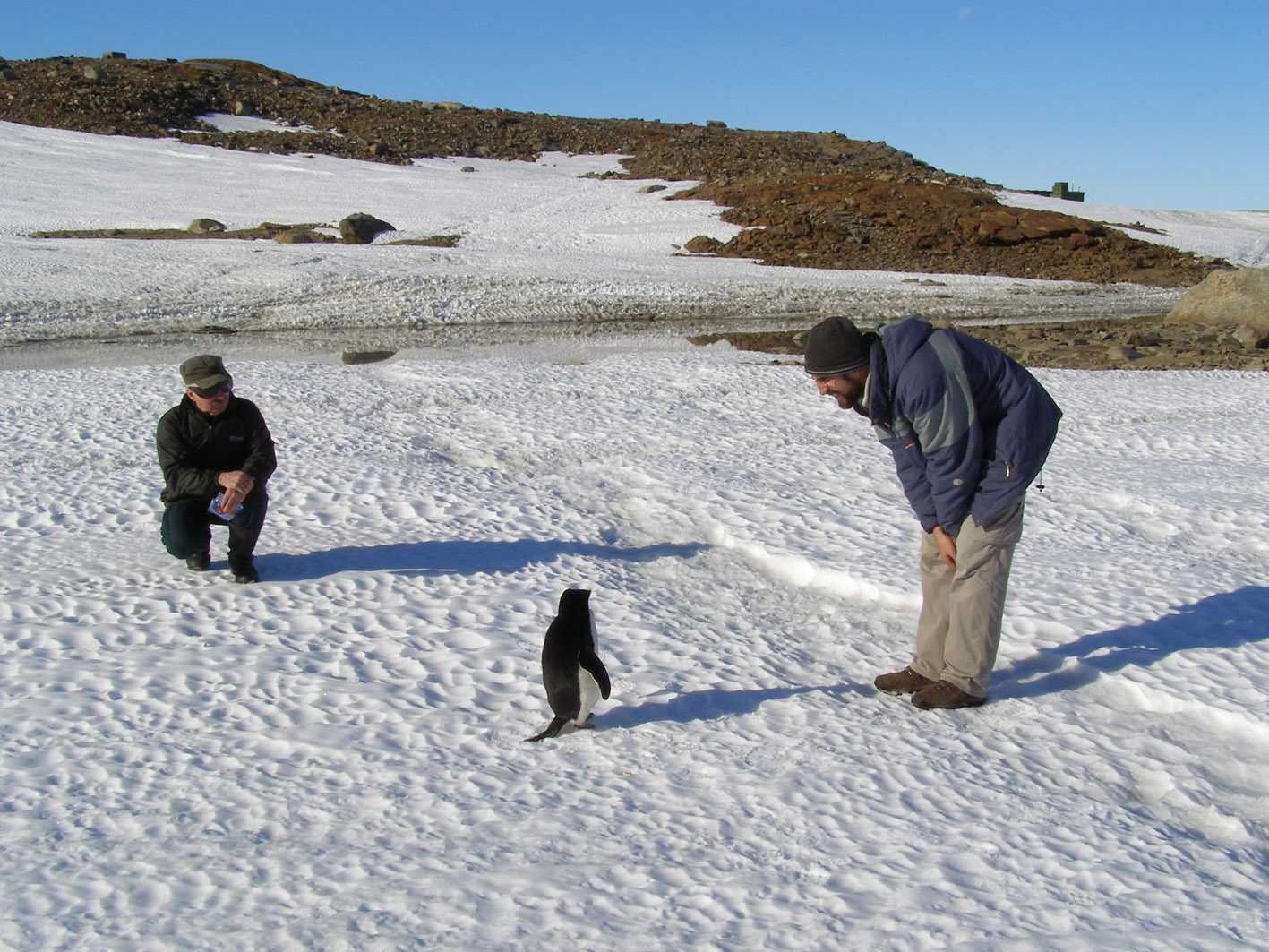
بالقرب من الساحل، يبدو طقس شهر ديسمبر معتدلًا إلى حد ما.

تُعد القارة القطبية الجنوبية أبرد قارات الأرض، إذ بقيت خاليةً من الجليد حتى قبل نحو 34 مليون سنة، عندما أصبحت مغطاة بالجليد. كانت أدنى درجة حرارة هواء طبيعية مسجلة على الأرض على الإطلاق −89.2 °م (−128.6 °ف) في محطة فوستوك الروسية في القارة القطبية الجنوبية في 21 يوليو عام 1983، لكن درجة حرارة هواء أخفض، بواقع −94.7 °م (−138.5 °ف)، قد تم تسجيلها في عام 2010 عبر القمر الصناعي، لكن من الجدير بالذكر احتمالية تأثر هذا الرقم بدرجات حرارة الأرض، فضلًا عن عدم تسجيلها على ارتفاع 2 متر (7 قدم) فوق السطح، كما تطلبه سجلات درجة حرارة الهواء الرسمية. تصل درجات الحرارة في الداخل إلى ما لا يقل عن −80 °م (−112 °ف) و−89.2 °م (−128.6 °ف) في الشتاء وتصل إلى حد أقصى يتراوح ما بين 5 °م (41 °ف) و15 °م (59 °ف) بالقرب من الساحل في الصيف. سجل شمال القارة القطبية الجنوبية درجة حرارة 20.8 °م (69.4 °ف) في يوم 9 فبراير عام 2020، وهي أعلى درجة حرارة مسجلة في القارة.
تتألف القارة القطبية الجنوبية من صحراء متجمدة مع هطول مطري قليل؛ يستقبل القطب الجنوبي وسطيًا أقل من 10 مـم (0.4 بوصة) سنويًا من الأمطار. غالبًا ما تشكل حروق الشمس مشكلة صحية، إذ يعكس سطح الثلج تقريبًا كل الضوء فوق البنفسجي المتساقط عليه، ونظرًا إلى خط العرض، فإن الفترات الطويلة من الظلام المستمر أو ضوء الشمس المستمر تخلق مناخات غير مألوفة للبشر القاطنين في معظم أنحاء العالم.
يُعدّ الشفق القطبيّ، المعروف باسم الأضواء الجنوبية، وهجًا يُلاحظ في السماء الليلية بالقرب من القطب الجنوبي بتأثير الرياح الشمسية المليئة بالبلازما والتي تمر عبر الأرض. من المشاهد الفريدة الأخرى يُذكر غبار الألماس، سحابة على مستوى الأرض تتكون من بلورات جليدية صغيرة. تتشكل عمومًا تحت سماء صافية أو شبه صافية، لذلك يسميها البعض أحيانًا هطول الأمطار في السماء الصافية، أما الشمس الكاذبة، فهي ظاهرة بصرية متكررة في الغلاف الجوي، على شكل «بقعة» مضيئة بجانب الشمس الحقيقية.

### المناخ الإقليمي
إن شرق القارة القطبية الجنوبية أبرد من نظيره الغربي بسبب ارتفاعه الأعلى. نادرًا ما تخترق الجبهات الهوائية مناطق بعيدة في القارة، تاركة الوسط باردًا وجافًا. يستمر الجليد في تلك المنطقة لفترات طويلة رغم قلة هطول الأمطار على الجزء الأوسط من القارة. يشيع تساقط الثلوج بكثافة في الجزء الساحلي من القارة، حيث سُجّل تساقط ثلجي وصل ارتفاعه إلى 1.22 متر (48 بوصة) في غضون 48 ساعة. بالانتقال إلى حافة القارة، غالبًا ما تهب رياح سفحية هابطة قوية قبالة هضبة القارة القطبية الجنوبية بقوة العاصفة، أما في الداخل، تكون سرعة الرياح معتدلة عادة. خلال الأيام الصافية في الصيف، يصل الإشعاع الشمسي إلى مستوى السطح عند القطب الجنوبي، أكثر من وصوله عند خط الاستواء بسبب استمرار النهار، أي استمرار ضوء الشمس، لمدة 24 ساعة كل يوم عند القطب.
إن القارة القطبية الجنوبية أبرد من القارة القطبية الشمالية لثلاثة أسباب: أولًا، يقع جزء كبير من القارة على ارتفاع يزيد عن 3,000 م (9,800 قدم) فوق مستوى سطح البحر، وتنخفض درجة الحرارة مع الارتفاع في طبقة التروبوسفير؛ ثانيًا، يغطي المحيط المتجمد الشمالي المنطقة القطبية الشمالية، ومن ثم ينتقل الدفء النسبي للمحيط عبر التكتل الجليدي ويمنع درجات الحرارة في مناطق القطب الشمالي من الوصول أرقام شديدة الانخفاض تُعد نموذجيةً على سطح الأرض في القارة القطبية الجنوبية. ثالثًا، تتمركز الأرض في الأوج الشمسي في شهر يوليو (أي تكون الأبعد عن الشمس في شتاء القارة القطبية الجنوبية)، وفي الحضيض الشمسي في يناير (أي، الأرض هي الأقرب إلى الشمس في صيف القارة القطبية الجنوبية). تسهم المسافة المدارية في شتاء أكثر برودة في القطب الجنوبي (وصيف أكثر دفئًا في القطب الجنوبي)، لكن التأثيرين الأولين يؤديان دورًا أكبر وأوضح.

### تغير المناخ
إن بعض مناطق القارة القطبية الجنوبية آخذة في الاحترار؛ لوحظ ارتفاع شديد في درجات الحرارة خاصًة في شبه جزيرة القارة القطبية الجنوبية. أشارت دراسة أجراها إريك ستيغ ونُشرت في عام 2009 لأول مرة إلى ميلان اتجاه متوسط درجة حرارة السطح على مستوى القارة القطبية الجنوبية نحو قيم إيجابية قليلًا بين عام 1957 وعام 2006. كانت درجة الحرارة في شبه جزيرة القارة القطبية الجنوبية الأسرع ارتفاعًا على مستوى الكرة الأرضية خلال النصف الثاني من القرن العشرين، تلاها غرب القارة القطبية الجنوبية، لكن هذه الاتجاهات خف زخمها في أوائل القرن الحادي والعشرين. نجد العكس تمامًا في الجهة المقابلة، إذ لم يشهد القطب الجنوبي في شرق القارة القطبية الجنوبية سوى ارتفاعًا خفيفًا في درجات الحرارة في القرن الماضي، لكن درجات الحرارة بلغت ثلاثة أضعاف المتوسط العالمي في العقود الثلاثة الماضية. سجلت القارة في فبراير عام 2020 أعلى درجة حرارة لها بواقع 18.3 °م (64.9 °ف)، درجة حطمت الرقم القياسي السابق البالغ 17.5 °م (63.5 °ف) في مارس عام 2015.
توجه بعض الأدلة إلى أن الاحترار السطحي في القارة القطبية الجنوبية ناتج عن انبعاثات الغازات الدفيئة بشرية المصدر، لكن من الصعب تأكيد ذلك بسبب تغير المناخ الداخلي. يُعد النمط الحلقي الجنوبي أحد المكونات الرئيسية لتقلب المناخ في القارة القطبية الجنوبية، نمط أظهر رياحًا قوية حول القارة القطبية الجنوبية في صيف العقود اللاحقة من القرن العشرين، مع درجات حرارة أكثر برودة فوق القارة. برز هذا الاتجاه الاحتراري على نطاق غير مسبوق خلال آخر 600 عام؛ من المرجح أن يمثل نضوب طبقة الأوزون فوق القارة السبب الأبرز لهذا النمط من التغير.
انهار جرف لارسن-ب الجليدي في شبه الجزيرة القطبية الجنوبية في عام 2002، وبين 28 فبراير و8 مارس 2008، انهار نحو 570 كـم2 (220 ميل2) من جليد جرف ويلكينز الجليدي في الجزء الجنوبي الغربي من شبه الجزيرة، ما عرّض 15,000 كـم2 (5,800 ميل2) مربع متبقية من الجرف الجليدي للخطر. حال «خيط» جليدي يبلغ عرضه نحو 6 كيلومترات (4 ميل) دون انهيار الجليد، لينتهي المطاف بانهياره في 5 أبريل عام 2009.

## فقدان الجليد ومستوى سطح البحر العالمي
نظرًا إلى موقعها في القطب الجنوبي، تتلقى القارة القطبية الجنوبية قليلًا من الإشعاع الشمسي نسبيًا باستثناء فترة الصيف الجنوبي، ما يعني أنها قارة شديدة البرودة يكون الماء فيها جليدًا في أغلب الأحيان، مع هطول مطري منخفض (إن معظم القارة القطبية الجنوبية هي عبارة عن صحراء) على شكل ثلوج تتراكم وتشكل الصفائح الجليدية العملاقة التي تغطي القارة. تشكل أجزاء من هذه الطبقة الجليدية جليدات ثلجية متحركة تُعرف باسم التيارات الجليدية، التي تتدفق باتجاه أطراف القارة. يوجد بجانب الشاطئ القاري العديد من الجروف الجليدية، التي تشكل الامتدادات العائمة للجليدات الثلجية المتدفقة من الكتلة الجليدية القارية. تكون درجات الحرارة في البحر منخفضة أيضًا انخفاضًا كافيًا ليسمح بتكون الجليد من مياه البحر خلال معظم العام.

### الجليد البحري والأجراف الجليدية
يتسع نطاق الجليد البحري سنويًا في شتاء القارة القطبية الجنوبية ويذوب معظمه في الصيف، ويتكون من مياه المحيط الذي يطفو فيه، أي لا يسهم هذا الجليد بارتفاع مستوى سطح البحر. لم يشهد حجم الجليد البحري حول القارة القطبية الجنوبية أي اتجاه ملحوظ في عصر الأقمار الصناعية (1978-2018) من ناحية عدد الكيلومترات المربعة التي يغطيها، مع انعكاس النمو الأولي الحاصل في السنوات الأخيرة المسجلة. ربما نستطيع تفسير الاختلاف بين القطب الجنوبي والقطب الشمالي الذي شهد فقدانًا سريعًا للجليد البحري، عبر الدوران الحراري الملحي الذي يؤدي دورًا في نقل المياه الدافئة إلى طبقات أعمق في المحيط. يبقى مقدار التباين الذي شهدته في سمكها غير واضح مع تقنيات الأقمار الصناعية الحديثة التي بدأ استخدامها عام 2019.
لا يسهم ذوبان الجروف الجليدية العائمة (الجليد الذي نشأ على الأرض) نفسها إسهامًا كبيرًا في ارتفاع مستوى سطح البحر، لأن الجليد يزيح كتلته المائية فقط. على أي حال، تعمل الصفائح الجليدية كعامل استقرار للجليد الأرضي، وتبقى معرضةً لارتفاع درجة حرارة المياه. شهدت العقود الأخيرة العديد من الانهيارات الدراماتيكية للجروف الجليدية الكبيرة حول ساحل القارة القطبية الجنوبية، وخاصة على طول شبه الجزيرة القطبية الجنوبية. أكد المعنيون أن خسارة الجرف الجليدي «الداعم» يمثل السبب الرئيسي خلف خسارة جليد الصفيحة الجليدية في غرب القارة القطبية الجنوبية، مع أن السبب ذاته قد لُوحظ أيضًا حول الصفيحة الجليدية في شرق القارة القطبية الجنوبية.

### فقدان الصفيحة الجليدية وارتفاع مستوى سطح البحر

بلغت خسارة الكتلة الجليدية منذ عام 2002 ما يصل إلى 149 مليار طن متري سنويًا، حسب قياسات مشاريع ناسا للقمر الصناعي لتغطية حقل الجاذبية واختبار المناخ. تسببت الفترة بين إنجاز المشاريع في فجوة بيانية.

يفقد الغطاء الجليدي في القارة القطبية الجنوبية كتلته مع تدفق الجليد بصورة أسرع في المحيط من ذي قبل. يُعوض هذا التأثير جزئيًا من طريق تساقط ثلوج إضافية على القارة. قدرت مراجعة منهجية نُشرت في عام 2018 أن فقدان الجليد في جميع أنحاء القارة قد وصل إلى 43 غيغا طن سنويًا في المتوسط خلال الفترة بين عام 1992 وعام 2002، لكنه ارتفع إلى متوسط 220 غيغا طن سنويًا خلال السنوات الخمس منذ عام 2012 وحتى 2017. قُدّر الإسهام الإجمالي للأرقام السابقة في ارتفاع مستوى سطح البحر بما يتراوح بين 8 ملم و14 ملم.
في القارة نفسها، يخزن حجم الجليد الهائل نحو 70% من المياه العذبة في العالم. يُعد شرق القارة القطبية الجنوبية منطقة باردة ذات قاعدة أرضية فوق مستوى سطح البحر، وتغطي معظم مساحة القارة. تهيمن على هذه المنطقة تراكمات صغيرة من الثلوج المتساقطة التي تتحول إلى جليد ومن ثم تدفقات جليدية باتجاه البحر. يتأرجح التوازن الكتلي الخاص بالصفائح الجليدية في شرق القارة القطبية الجنوبية بين قيم موجبة قليلًا وأخرى سالبة قليلًا. لوحظ زيادة تدفق الجليد في بعض المناطق.
تعتمد التوقعات المستقبلية لكمية الجليد التي ستخسرها القارة القطبية الجنوبية على سرعة التخفيف من آثار تغير المناخ وتبقى توقعات غير مؤكدة. جرى تحديد نقاط التحول في النظام المناخي ضمن بعض المناطق؛ عند الوصول إلى عتبة معينة من الاحترار، قد تبدأ هذه المناطق في الذوبان بوتيرة أسرع ذوبانًا غير عكوس، ما يعني أن انخفاض درجات الحرارة مرة أخرى لن يؤدي إلى عودة الجليد على الفور.

## نضوب الأوزون

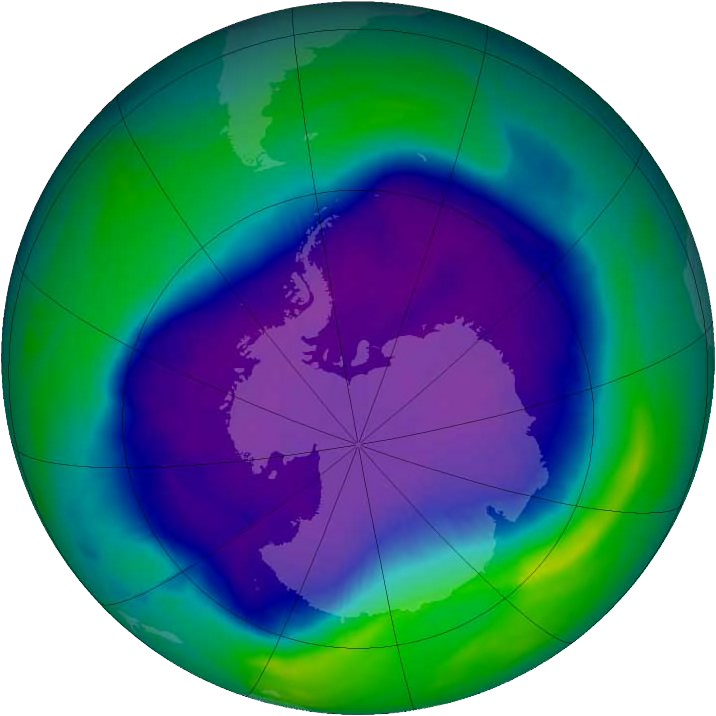
صورة لأكبر ثقب مسجل على الإطلاق في طبقة الأوزون في القارة القطبية الجنوبية بسبب تراكم مركبات الكلوروفلوروكربون (شهر سبتمبر عام 2006).

توجد مساحة كبيرة من المناطق المغطاة بتراكيز منخفضة من الأوزون أو ما يسمى «ثقب الأوزون» فوق القارة القطبية الجنوبية. اكتشف العلماء هذا الثقب، التي يتكرر ظهوره كل ربيع منذ السبعينيات، في عام 1985. يغطي الثقب القارة بأكملها تقريبًا وظهر بأكبر حالاته في سبتمبر 2006، بينما شهد عام 2020 أطول ظهور زمني له. يُعزى حدوث ثقب الأوزون إلى انبعاث مركبات الكلوروفلوروكربون في الغلاف الجوي، ما يحلل بدوره الأوزون إلى غازات أخرى. وصل ثقب الأوزون إلى أدنى مستوياته خلال الثلاثين عامًا الماضية في عام 2019، بسبب طبقة الستراتوسفير القطبية الأكثر دفئًا والتي تضعف الدوامة القطبية. أدى هذا إلى تقليل تكوين «السحب الستراتوسفيرية القطبية» التي تسمح بحدوث التفاعلات الكيميائية المؤدية إلى فقدان الأوزون السريع.
قد يؤدي استنفاد الأوزون دورًا محوريًا في التحكم بالتغير المناخي في القارة القطبية الجنوبية (ومنطقة أوسع من نصف الكرة الجنوبي). يمتص الأوزون كميات كبيرة من الأشعة فوق البنفسجية في الستراتوسفير، وعليه قد يتسبب استنفاد طبقة الأوزون فوق القارة القطبية الجنوبية في انخفاض بدرجة الحرارة يُقدر بنحو 6 درجات مئوية في طبقة الستراتوسفير المحلية، ويؤثر هذا الانخفاض عبر تكثيف الرياح الغربية التي تتدفق حول القارة (الدوامة القطبية) ومن ثم تمنع تدفق الهواء البارد بالقرب من القطب الجنوبي، ونتيجة لذلك، تحافظ درجات الحرارة على انخفاضها في الكتلة القارية للصفيحة الجليدية الخاصة بشرق القارة القطبية الجنوبية، بينما تكون درجات الحرارة أعلى في المناطق المحيطة بالقارة القطبية الجنوبية، وخاصة شبه الجزيرة القطبية الجنوبية، ما يعزز الذوبان المتسارع. تنوه النماذج أيضًا بمسؤولية كل من استنفاد الأوزون وتأثير الدوامة القطبية المعزز عن الفترة التي شهدت زيادة في الجليد البحري قبالة سواحل القارة.

## التنوع الحيوي
يبدو أن الأنواع البرية والأصلية التي تقطن القارة القطبية الجنوبية على مدار العام تُعد نسلًا لأسلاف عاشوا في بيئات دافئة حراريًا خلال العصر الجليدي الأخير، عندما كانت هذه المناطق الوحيدة غير المغطاة بالجليد في القارة.

### الحيوانات

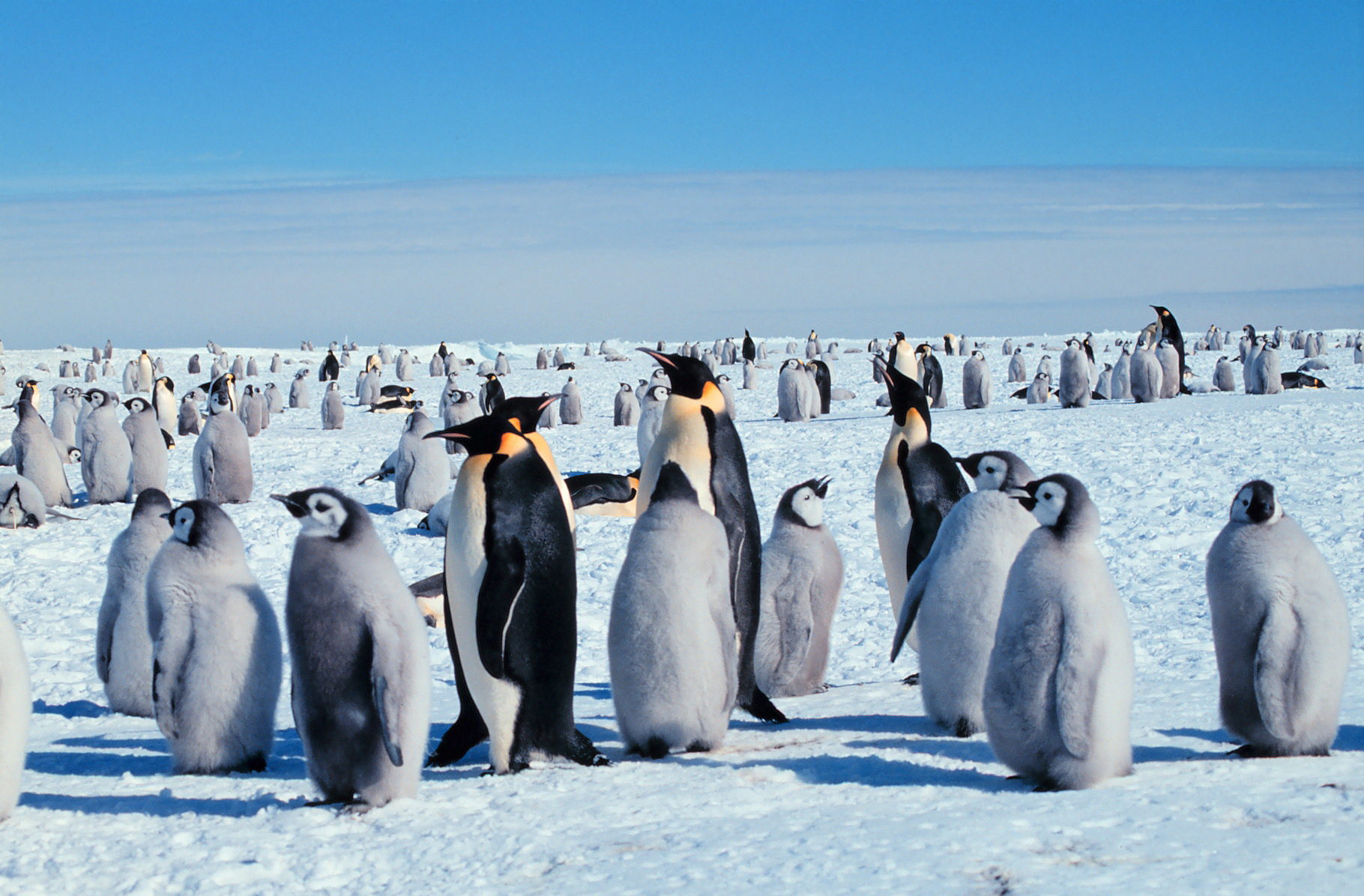
بوالغ من البطريق الإمبراطور مع فراخها في القارة القطبية الجنوبية.

تشمل حياة اللافقاريات في القارة القطبية الجنوبية السوس المجهري مثل السوس القطبي الجنوبي، والقمل، والديدان الأسطوانية، وبطيء الخطو، والدوارات، والكريليات، وقافزات الذيل. يُعد الذباب الصغير القطبي الجنوبي أكبر حيوان بري بحت في القارة القطبية الجنوبية، ويذكر أنه لا يستطيع الطيران، ويصل حجمه إلى 6 مـم (1⁄4 بوصة). يندرج نوع Parochlus steinenii ضمن فصيلة الهاموشيات الموجودة في القارة القطبية الجنوبية. يمثل الكريل القطبي الجنوبي، الذي يتجمع في مجموعات كبيرة مروضة تتحرك مع بعضها، النوع الأساسي للنظام البيئي في المحيط الجنوبي، ويشكل غذاءً مهمًا للحيتان، والفقمات، ونمور البحر، وفقمات الفراء، والحبار، وأسماك الجليد القدية، وطيور البطريق، والقطرس والعديد من الطيور الأخرى.
يعيش عدد قليل من الفقاريات الأرضية في القارة القطبية الجنوبية، وتقتصر أماكن وجودها على الجزر شبه القطبية الجنوبية. توجد بعض أنواع الحيوانات البحرية وتعتمد على العوالق النباتية كغذاء لها اعتمادًا مباشرًا أو غير مباشر. تشمل الحياة البحرية في القارة القطبية الجنوبية البطاريق والحيتان الزرقاء والحيتان القاتلة والحبار الضخم وفقمات الفراء. يُعد البطريق الإمبراطور البطريق الوحيد الذي يتكاثر خلال فصل الشتاء في القارة القطبية الجنوبية؛ يتكاثر هو وبطريق آديلي في الجنوب بعيدًا عن أي أنواع أخرى من البطاريق. يتميز طائر نوء الثلج بأنه واحد من ثلاثة طيور تتكاثر حصريًا في القارة القطبية الجنوبية. زادت عمليات اصطياد فقمات الفراء في القارة القطبية الجنوبية بشدة في القرنين الثامن عشر والتاسع عشر نتيجة رغبة الصيادين القادمين من الولايات المتحدة والمملكة المتحدة بالحصول على فروها. سُميت فقمة ودل، «الفقمة الحقيقية»، على اسم السير جيمس ودل، قائد رحلات صيد الفقمات الاستكشافية البريطانية في بحر ودل. يُعد نمر البحر مفترسًا علويًا في النظام البيئي في القارة القطبية الجنوبية، إذ يهاجر عبر المحيط الجنوبي بحثًا عن الطعام.
صدر في عام 2010 إحصاء للحياة البحرية تم إجراؤه خلال السنة القطبية الدولية وشارك فيه نحو 500 باحث، ويمثل هذا البحث جزءًا من الإحصاء العالمي للحياة البحرية وكشف عن بعض النتائج الرائعة؛ يعيش أكثر من 235 نوعًا من الكائنات الحية البحرية في كلا المنطقتين القطبيتين، بعد أن سدت فجوة تبلغ 12,000 كـم (7,456 ميل)، وتقوم الحيوانات الكبيرة مثل بعض الحيتانيات والطيور برحلة سنوية ذهابًا وإيابًا. من الأمور اللافتة أيضًا وجود أشكال صغيرة من الحياة مثل خيار البحر والقواقع حرة السباحة في كلا المحيطين القطبيين. قد تسهم عوامل مختلفة في أماكن توزيعها، مثل درجات الحرارة الموحدة إلى حد ما في كل من أعماق المحيط عند القطبين وخط الاستواء، والتي لا تختلف عن بعضها بأكثر من 5 درجات مئوية، إضافةً إلى الأنظمة الحالية الرئيسية أو حزام النقل البحري الذي ينقل البيض واليرقات المرحلية.

### الفطريات

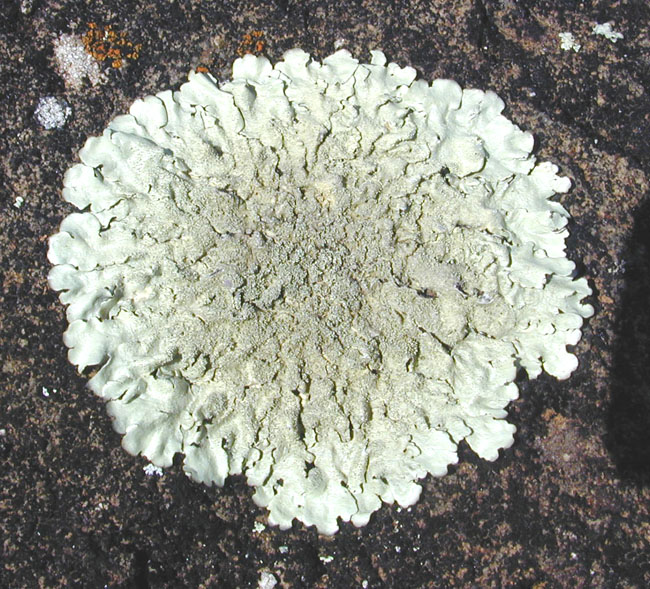
من المعروف وجود نحو 400 نوع من الفطريات المكوّنة للأشنيات في القارة القطبية الجنوبية.

جرى تسجيل نحو 1150 نوعًا من الفطريات في القارة القطبية الجنوبية، منها نحو 750 نوعًا غير منتج للإشنيات و400 نوع منتج للأشنيات. تندرج بعض هذه الأنواع تحت صنف الكريتويندوليث نتيجة تطورها في ظروف قاسية، إذ أسهمت إسهامًا كبيرًا في تشكيل التكوينات الصخرية الرائعة لوديان ماكموردو الجافة والتلال الجبلية المحيطة. إن مورفولوجيتها البسيطة، وتراكيبها التي يندر تباينها، وأنظمتها وإنزيماتها الاستقلابية التي حافظت على نشاطها في درجات حرارة منخفضة للغاية، ودورات حياتها المصغرة، عوامل أظهرتها هذه الفطريات لتجعلها مناسبة بصورة خاصة للحياة في البيئات القاسية مثل وديان ماكموردو الجافة. يُذكر أن خلاياها سميكة الجدران وعالية الاصطباغ جعلتها شديدة المقاومة للأشعة فوق البنفسجية، سمات يمكن أيضًا ملاحظتها في الطحالب والبكتيريا الزرقاء، ما يشير إلى أنها سمات اكتسبها من هذه الكائنات لتتكيف مع الظروف السائدة في القارة القطبية الجنوبية. أدت هذه النتائج إلى تكهنات بأن أشكال الحياة على كوكب المريخ إن وجدت، ستشبه ربما فطريات القطب الجنوبي مثل نوع (Cryomyces antarcticus) ونوع (Cryomyces minteri) التي يبدو أن بعضها استوطن القارة القطبية الجنوبية. تشمل الفطريات المتوطنة في القارة القطبية الجنوبية أيضًا بعض الأنواع التي تعيش في الروث واضطرت أن تتطور استجابةً للتحدي المزدوج المتمثل في البرودة الشديدة في أثناء النمو على الروث، والحاجة إلى البقاء على قيد الحياة بعد مرورها عبر أمعاء الحيوانات ذوات الدم الحار.

### النباتات
بدأت غابات العصر البرمي بتغطية القارة منذ نحو 300 مليون سنة، وظل الغطاء النباتي المتمثل بالتندرا مستمرًا منذ 15 مليون سنة، لكن مناخ القارة القطبية الجنوبية الحالي لا يسمح بتكوين نباتات على نطاق واسع. يمنع نمو النباتات مزيج من عوامل عدة، مثل انخفاض درجات الحرارة حتى تصل درجة التجمد، وسوء جودة التربة، ونقص الرطوبة، ونقص ضوء الشمس، ما أدى إلى شح تنوع الحياة النباتية وتوزعها في مناطق محدودة. تتألف نباتات القارة من النباتات الطحلبية إلى حد كبير، ويوجد نحو 100 نوع من الحزازيات و25 نوعًا من النباتات الكبدية، إضافةً إلى ثلاثة أنواع فقط من النباتات المزهرة، التي توجد جميعها في شبه الجزيرة القطبية الجنوبية: الديشمبية القطبية الجنوبية (العشب الشعري القطبي الجنوبي)، والكولوبنط الكيتوني (اللؤلؤة القطبية الجنوبي)، والقبأ الحولي (الكلئية المرجية الحولية) الذي يصنف ضمن نباتات القارة القطبية الجنوبية غير الأصلية. يُذكر أن نمو النباتات محدود، ويحدث ضمن بضعة أسابيع في الصيف فقط.

### كائنات حية أخرى
يوجد 700 نوع من الطحالب، معظمها من العوالق النباتية. تتوافر الطحالب المتجمدة متعددة الألوان والدياتومات بصورة خاصة في المناطق الساحلية خلال فصل الصيف. عُثر على حياة بكتيرية في البرد والظلام على عمق يصل إلى 800 م (0.50 ميل؛ 2,600 قدم) تحت الجليد.

### الحفاظ على أشكال الحياة

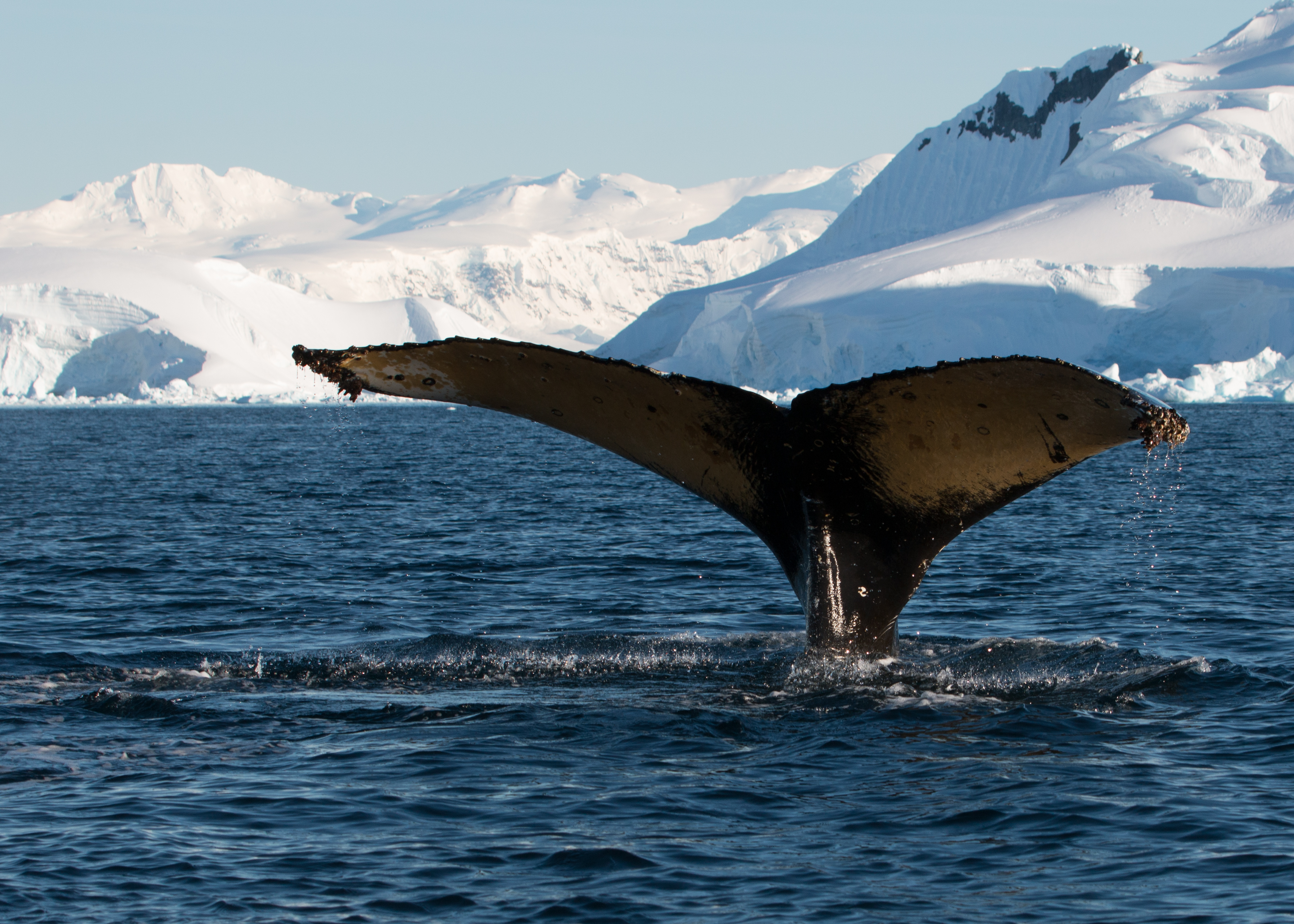
تبلغ مساحة محمية حيتان المحيط الجنوبي 50 مليون كيلومتر مربع حول القارة القطبية الجنوبية، حيث حظرت الوكالة الدولية لصيد الحيتان صيد الحيتان لأغراض تجارية.

دخل بروتوكول حماية البيئة الملحق بمعاهدة القارة القطبية الجنوبية (المعروف أيضًا باسم البروتوكول البيئي أو بروتوكول مدريد) حيز التنفيذ في عام 1998، ويمثل الأداة الرئيسية المعنية بحفظ التنوع الحيوي في القارة القطبية الجنوبية وإدارته. تُقدم لجنة حماية البيئة المشورة للاجتماع الاستشاري لمعاهدة القارة القطبية الجنوبية بشأن قضايا البيئة والحفاظ عليها ضمن القارة القطبية الجنوبية. يمثل الخطر الذي تتعرض له القارة القطبية الجنوبية بسبب الإدخال غير المقصود لأنواع غير أصلية من خارج المنطقة أحد الشواغل الرئيسية لهذه اللجنة.
أدى سن قانون الحفاظ على القارة القطبية الجنوبية (1978) في الولايات المتحدة إلى فرض العديد من القيود على نشاط الولايات المتحدة في القارة القطبية الجنوبية، فأصبح إدخال نباتات أو حيوانات غريبة أو استخراج أي منها للخارج جريمة ذات عقوبة جنائية. أدى الصيد الجائر لسمك الكريل، الذي يلعب دورًا كبيرًا في النظام البيئي للقارة القطبية الجنوبية، إلى سن المسؤولين لوائح وتشريعات بشأن الصيد. تقتضي اتفاقية حفظ الموارد البحرية الحية في القطب الجنوبي، التي دخلت حيز التنفيذ في عام 1980، أن تأخذ اللوائح التي تدير جميع مصائد الأسماك في المحيط الجنوبي في عين الاعتبار الآثار المحتملة على النظام البيئي في القارة القطبية الجنوبية بأكمله. تستمر مشكلة الصيد غير المنظم وغير القانوني رغم هذه التحركات الجديدة، ولا سيما صيد أسماك باتاغونيا المسننة (التي تحمل اسم القاروس المنقط التشيلي في السوق الأمريكي). زاد في الفترة الأخيرة الصيد غير القانوني للأسماك المسننة، إذ تشير التقديرات إلى صيد ما يزن 32,000 طن (35,000 طن أمريكي) في عام 2000.

## السكان

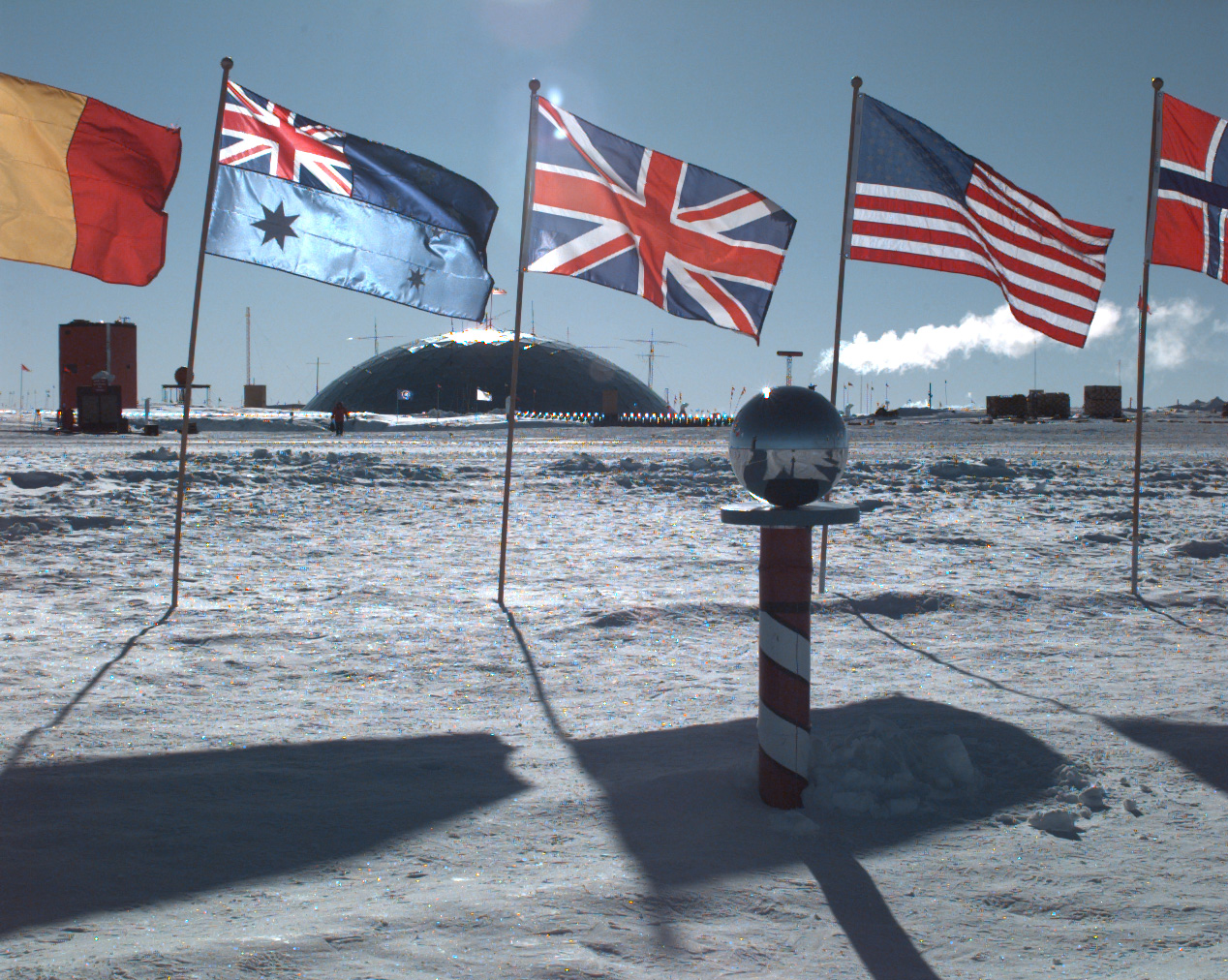
القطب الجنوبي «الرسمي» في محطة أمندسن سكوت.

تمتلك العديد من الحكومات محطات أبحاث دائمة في القارة. يتراوح عدد القائمين على البحث العلمي والأعمال الأخرى في القارة والجزر المجاورة لها بين 1000 تقريبًا في الشتاء و5000 في الصيف، ما يجعل كثافة القارة السكانية تصل إلى (70-350) نسمة لكل مليون كيلومتر مربع (أي 180-900 نسمة لكل مليون ميل مربع) في هذه الأوقات. تبقى العديد من المحطات مأهولة بالعاملين على مدار العام، وعادة ما يصل العاملون في فصل الشتاء من بلدانهم الأصلية في مهمة مدتها عام واحد. توجد أيضًا كنيسة أرثوذكسية تحمل اسم كنيسة الثالوث، افتتحت في عام 2004 في محطة بيلنغسهاوزن الروسية، ويديرها كاهن أو اثنان على مدار العام بالتناوب بينهما سنويًا.
كان أول سكان شبه دائمين للمناطق القريبة من القارة القطبية الجنوبية (المناطق الواقعة جنوب نقطة تقارب القطب الجنوبي) أفرادًا بريطانيين وأمريكيين اعتادوا قضاء عام أو أكثر في جورجيا الجنوبية، منذ عام 1786. تراوح عدد سكان تلك الجزيرة بين أكثر من 1000 في الصيف (أكثر من 2000 في بعض السنوات) ونحو 200 في الشتاء خلال حقبة صيد الحيتان، التي استمرت حتى عام 1966. جاء معظم صيادي الحيتان من النرويج، مع ارتفاع نسبة الصيادين البريطانيين في تلك الفترة. شملت المستوطنات كلًا من غريتفيكن، وميناء ليث، ونقطة الملك إدوارد، وسترومنس، وهوسفيك، وميناء الأمير أولاف، وميناء أوشن وغودثول. غالبًا ما عاش المديرون وغيرهم من كبار الضباط في محطات صيد الحيتان مع عائلاتهم، ويُذكر منهم الكابتن كارل أنطون لارسن، مؤسس غريتفيكن، ومستكشف وصائد حيتان نرويجي بارز، والذي نال مع عائلته الجنسية البريطانية في عام 1910.

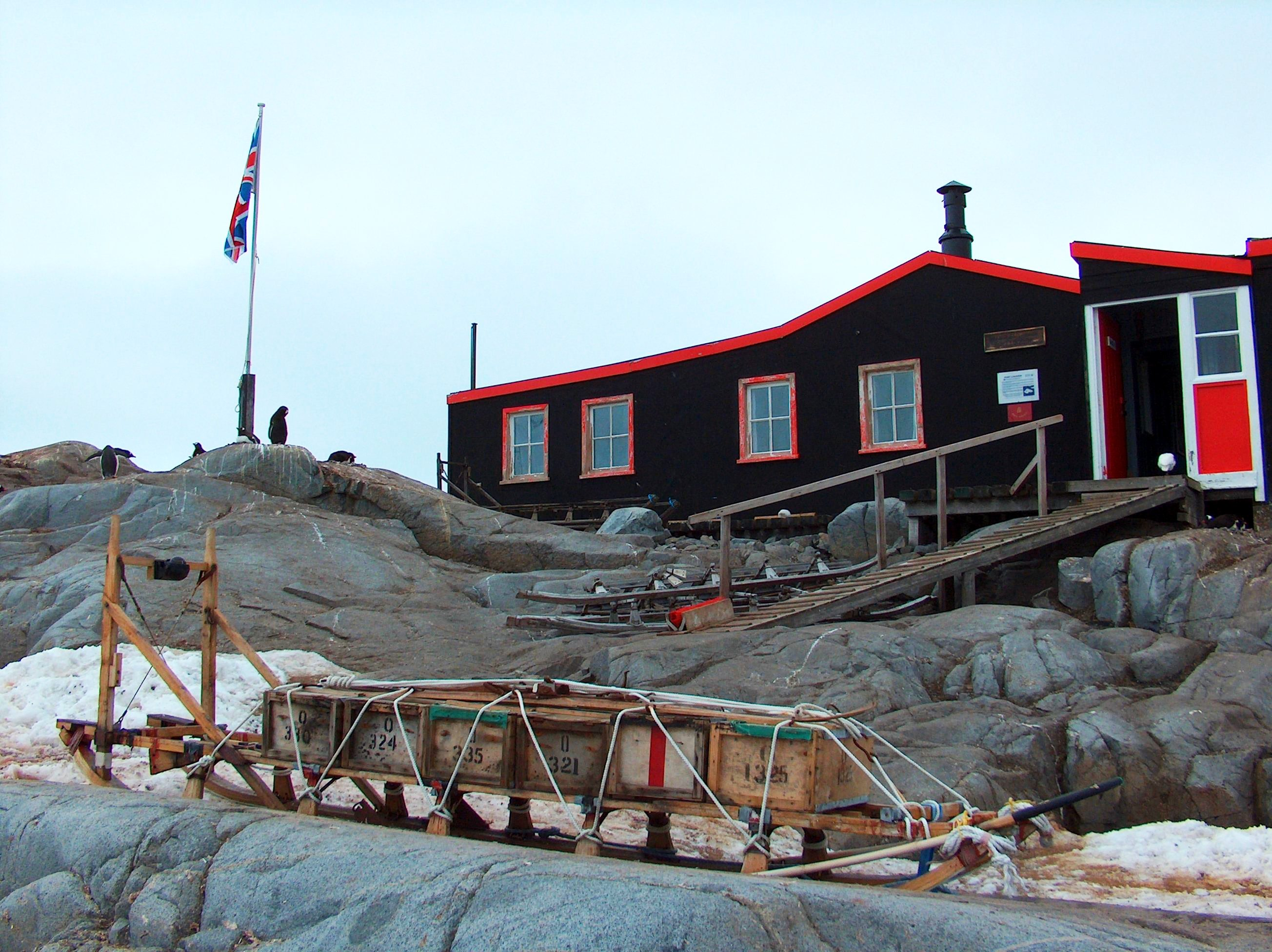
متحف بورت لوكروي

كانت الفتاة النرويجية سولفيغ غنبيورغ جيكوبسن أول طفلة تُولد في المنطقة القطبية الجنوبية، إذ ولدت في غريتفيكن في 8 أكتوبر 1913، وسجّل ولادتها القاضي البريطاني المقيم في جورجيا الجنوبية. يُذكر أن الطفلة كانت ابنة فريدثوف جيكوبسن، مساعد مدير محطة صيد الحيتان، وكلارا أوليت جيكوبسن. وصل الأب إلى الجزيرة عام 1904 وشغل منصب مدير غريتفيكن بين عامي 1914 و1921؛ وُلد اثنان من أبنائه في الجزيرة.
يُعد إيميليو ماركوس بالما أول شخص مولود جنوب خط العرض 60 جنوبًا، وأول شخص مولود في البر الرئيسي للقارة القطبية الجنوبية، وهو الإنسان الحي الوحيد الذي سُجلت ولادته في القارة. وُلد بالما في عام 1978 في قاعدة إيسبيرانزا، في طرف شبه الجزيرة القطبية الجنوبية؛ أُرسلت الحكومة الأرجنتينية والداه إلى تلك المنطقة مع سبع عائلات أخرى لدراسة ملاءمة القارة للحياة الأسرية. وُلد خوان بابلو كاماتشو في محطة فراي مونتالفا عام 1984، ليُصبح أول تشيلي يُولد في القارة القطبية الجنوبية. تمثل العديد من القواعد حاليًا موطنًا لعائلات يذهب أطفالها إلى المدارس في المحطة. منذ عام 2009، ولد أحد عشر طفلًا في القارة القطبية الجنوبية (جنوب خط العرض 60 جنوبًا): ثمانية في قاعدة ايسبيرانزا الأرجنتينية وثلاثة في محطة فراي مونتالفا التشيلية.

## السياسة

شعار معاهدة القارة القطبية الجنوبية منذ عام 2002.

تطالب دول عدّة بالسيادة على مناطق معينة من القارة القطبية الجنوبية. اعترف عدد قليل من البلدان بادعاءات بعضها اعترافًا متبادلًا، لكن دون الاعتراف بصحة هذه الادعاءات على المستوى العالمي.
عُلّقت مطالبات السيادة الجديدة على مناطق القارة القطبية الجنوبية منذ عام 1959، مع أن النرويج قد عمدت في عام 2015 إلى تصنيف أرض الملكة مود رسميًا بمثابة منطقة غير مُطالب بها بينها وبين القطب الجنوبي. يُنظم وضع القارة القطبية الجنوبية بموجب معاهدة القارة القطبية الجنوبية لعام 1959 وغيرها من الاتفاقيات ذات الصلة، التي تسمى مجتمعة نظام معاهدة القارة القطبية الجنوبية. عُرّفت القارة القطبية الجنوبية بأنها جميع الأراضي البرية والجروف الجليدية الواقعة جنوب 60 درجة جنوبًا بما يتناسب مع نظام المعاهدة. وقعت اثنتا عشرة دولة على المعاهدة، بما فيها الاتحاد السوفيتي (وبعده روسيا) والمملكة المتحدة والأرجنتين وتشيلي وأستراليا والولايات المتحدة. خصصت المعاهدة القارة القطبية الجنوبية بمثابة محمية علمية، وأتاحت حرية البحث العلمي وحماية البيئة، وحظرت النشاط العسكري فيها. يُذكر أنها أول اتفاقية للحد من التسلح أُبرمت خلال الحرب الباردة.
بدأت أطراف معاهدة القارة القطبية الجنوبية في عام 1983 مفاوضات حول اتفاقية لتنظيم أنشطة التعدين في القارة القطبية الجنوبية. أطلق ائتلاف من المنظمات الدولية حملة ضغط جماهيري لمنع أي أنشطة متعلقة بتنمية قطاع المعادن في المنطقة، بقيادة كان عمادها منظمة السلام الأخضر، التي أسست محطتها العلمية الخاصة -قاعدة ورلد بارك- في منطقة بحر روس من عام 1987 حتى عام 1991، وأجرت رحلات استكشافية سنوية لتوثيق الآثار البيئية للإنسان على القارة القطبية الجنوبية. شهد عام 1988 اعتماد اتفاقية تنظيم الموارد المعدنية في القطب الجنوبي (كرامرا)، لكن أستراليا وفرنسا أعلنتا في العام التالي أنهما لن تصدقا على الاتفاقية، ما أدى إلى إيقاف العمل بها عمليًا، واقترحتا لتعويضها التفاوض على نظام شامل لحماية بيئة القطب الجنوبي. جرت المفاوضات على بروتوكول حماية البيئة الملحق بمعاهدة القارة القطبية الجنوبية («بروتوكول مدريد»)، لتسير دول أخرى خلف أستراليا وفرنسا، ويدخل البروتوكول حيز التنفيذ في 14 يناير 1998. يحظر بروتوكول مدريد جميع أنشطة التعدين في القارة القطبية الجنوبية، ويصف القارة بأنها «محمية طبيعية مكرسة للسلام والعلم».
تحظر معاهدة القارة القطبية الجنوبية أي نشاط عسكري فيها، مثل إنشاء القواعد والتحصينات العسكرية وإجراء المناورات العسكرية واختبار الأسلحة. يُسمح بوجود العسكريين أو المعدات العسكرية بهدف تنفيذ أبحاث علمية أو تحقيق أهداف سلمية أخرى. مثلت عملية التسعين صغيرة النطاق المناورة البرية العسكرية الوحيدة الموثقة، والتي نفذها الجيش الأرجنتيني في عام 1965.

### مناطق القارة القطبية الجنوبية
| التاريخ | الجهة المطالبة  | المنطقة                                       | حدود المنطقة المطالَب بها | الخريطة |
| ------- | --------------- | --------------------------------------------- | --- | ------- |
| 1840    | فرنسا           | أرض أديلي                                     | 142 درجة ودقيقتين شرقًا حتى 136 درجة و11 دقيقة شرقًا |         |
| 1908    | المملكة المتحدة | المقاطعة البريطانية بالقارة القطبية الجنوبية  | 080 درجة و00 دقيقة غربًا حتى 020 درجة و00 دقيقة غربًامتضمنةً التداخلات التالية: - طالبت كل من تشيلي (1940) والأرجنتين (1943) بالمنطقة بين 80 درجة و00 دقيقة شرقًا إلى 74 درجة و00 دقيقة غربًا - طالبت الأرجنتين (1943) بالمنطقة بين 53 درجة و00 دقيقة غربًا و25 درجة و00 دقيقة غربًا           |         |
| 1923    | نيوزيلندا       | منطقة روس                                     | 160 درجة و00 دقيقة شرقًا إلى 150 درجة و00 دقيقة غربًا |         |
| 1931    | النرويج         | جزيرة بطرس الأول                              | 68 درجة و50 دقيقة جنوبًا و90 درجة و35 دقيقة غربًا |         |
| 1933    | أستراليا        | الإقليم الأسترالي في القارة القطبية الجنوبية  | 044 درجة و38 دقيقة شرقًا إلى 136 درجة و11 دقيقة شرقًا، و142 درجة و02 دقيقة شرقًا إلى 160 درجة و00 دقيقة شرقًا |         |
| 1939    | النرويج         | أرض الملكة مود                                | 020 درجة و00 غربًا إلى 044 درجة و38 دقيقة شرقًا |         |
| 1940    | تشيلي           | الإقليم التشيلي في القارة القطبية الجنوبية    | 090 درجة و00 دقيقة غربًا إلى 053 درجة و00 دقيقة غربًامتضمنةً التداخلات التالية: - طالبت المملكة المتحدة (1908) بالمنطقة بين 090 درجة و00 دقيقة غربًا و74 درجة و00 دقيقة غربًا - طالبت المملكة المتحدة (1908) والأرجنتين (1943) بالمنطقة من 74 درجة و00 دقيقة غربًا إلى 53 درجة و00 دقيقة غربًا |         |
| 1943    | الأرجنتين       | المقاطعة الأرجنتينية بالقارة القطبية الجنوبية | من 74 درجة و00 دقيقة غربًا إلى 025 درجة و00 دقيقة غربًامتضمنةً التداخلات التالية: - طالبت المملكة المتحدة (1908) وتشيلي (1940) بالمنطقة من 74 درجة و00 دقيقة غربًا إلى 53 درجة و00 دقيقة غربًا - طالبت المملكة المتحدة (1908) بالمنطقة من 53 درجة و00 غربًا إلى 25 درجة و00 دقيقة غربًا        |         |
| –       | (أرض مباحة)     | أرض ماري بيرد                                 | 150 درجة و00 دقيقة غربًا إلى 090 درجة و00 دقيقة غربًا (باستثناء جزيرة بطرس الأول) |         |

تقاطعت المزاعم الأرجنتينية والبريطانية والتشيلية، ما تسبب بحدوث مشاحنات وخلافات بين البلدين. أطلقت وزارة الخارجية وشؤون الكومنولث البريطانية في 18 ديسمبر 2012 اسم أرض الملكة إليزابيث على منطقة غير مسماة سابقًا، وذلك تكريمًا لليوبيل الماسي للملكة إليزابيث الثانية. استُدعي سفير المملكة المتحدة في الأرجنتين، جون فريمان، إلى الحكومة الأرجنتينية احتجاجًا على هذا الادعاء في 22 ديسمبر 2012. يُذكر أن العلاقات بين الأرجنتين والمملكة المتحدة كانت قد توترت سابقًا طوال عام 2012 بسبب الخلافات حول سيادة جزر فوكلاند القريبة، والذكرى الثلاثين لحرب الفوكلاند.
ظلت المناطق التي طالبت بها كل من أستراليا ونيوزيلندا مناطق بريطانية لحين تسليمها بعد استقلال البلدَين. تطالب أستراليا حاليًا بالسيادة على أكبر المناطق مساحة. يُذكر أن كلًا من بريطانيا وأستراليا ونيوزيلندا وفرنسا والنرويج تعترف بمطالب بعضها.
تمتلك دول أعضاء في معاهدة القارة القطبية الجنوبية أطماعًا إقليمية في القارة القطبية الجنوبية، لكن أحكام المعاهدة لا تسمح لهم بتقديم مطالبهم خلال سريانها.
- البرازيل: وجّه البرازيليون أنظارهم نحو «منطقة اهتمام» محددة في القارة القطبية الجنوبية، لكن دون إعلان أي مطالب فعلية.[194]
- بيرو: احتفظت رسميًا بحقها في تقديم مطالب.[192][193]
- روسيا: ورثت حق الاتحاد السوفيتي في المطالبة بأراضٍ، وذلك بموجب معاهدة القارة القطبية الجنوبية الأصلية.[195]
- جنوب إفريقيا: احتفظت رسميًا بحقها في تقديم مطالب.[192][193]
- الولايات المتحدة: احتفظت بحقها في تقديم مطالب، وذلك بموجب معاهدة القارة القطبية الجنوبية الأصلية.[195]

## الاقتصاد

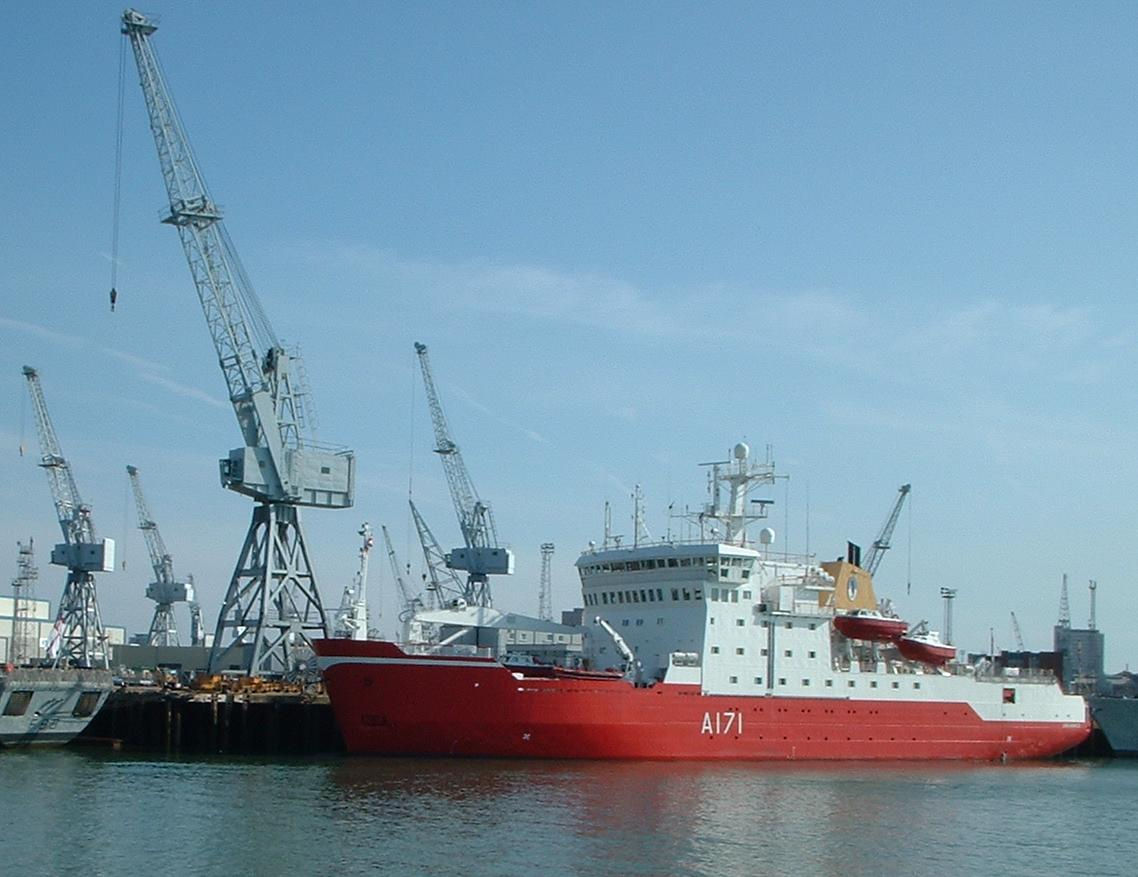
إتش إم إس إندورنس: سفينة دورية سابقة تابعة للبحرية الملكية في القارة القطبية الجنوبية.

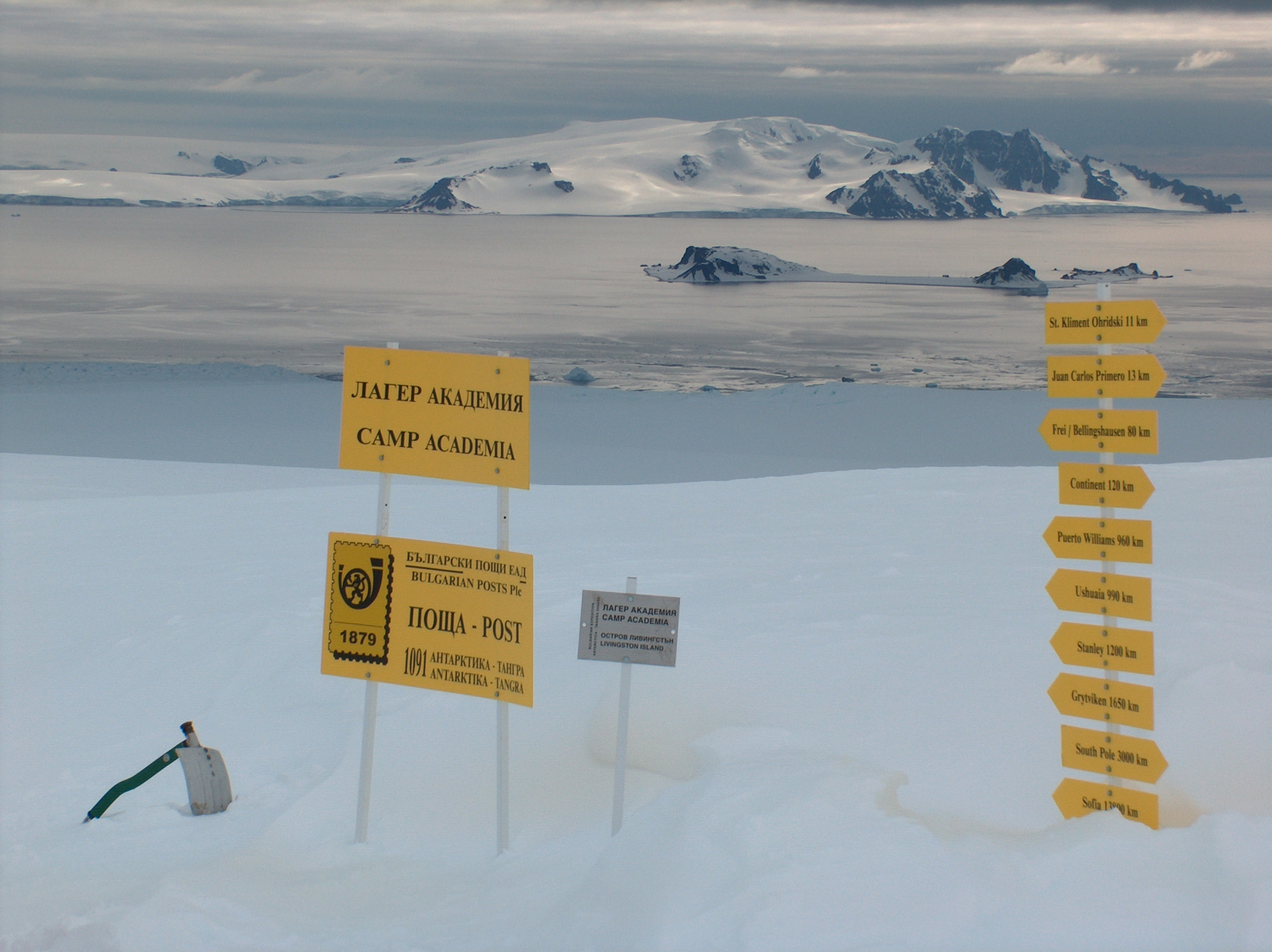
مكتب تانغرا 1091 البريدي للخدمات البريدية في القطب الجنوبي، والتابع للمحطة العلمية البلغارية.

لُوحظ نشاط اقتصادي حالي في القارة القطبية الجنوبية بعيدًا عن صيد الأسماك قبالة السواحل، فضلًا عن سياحة صغيرة النطاق.
تضم موارد القارة القطبية الجنوبية الفحم والهيدروكربونات وخام الحديد والبلاتين والنحاس والكروم والنيكل والذهب ومعادن أخرى في القارة القطبية الجنوبية، لكنها لم توجد بكميات كبيرة تكفي لاستغلالها، فضلًا عن بروتوكول عام 1991 لحماية البيئة الملحق بمعاهدة القارة القطبية الجنوبية والذي يقيد الصراع على الموارد. تم التوصل في عام 1998 إلى اتفاق تسوية لفرض حظر على أنشطة التعدين إلى أجل غير مسمى، على أن يُراجع في عام 2048، ما يضمن الحد من التنمية الاقتصادية والاستغلال. يتمثل النشاط الاقتصادي الأساسي في صيد الأسماك والاتجار بها خارج القارة. أبلغت مصائد الأسماك في القطب الجنوبي في 2000-2001 عن حصلة صيد قُدرت بما يعادل 112,934 طنًا.
ظهرت «سياحة استكشافية» ضيقة النطاق منذ عام 1957، وتخضع حاليًا لأحكام معاهدة القارة القطبية الجنوبية والبروتوكول البيئي، لكنها في الواقع سياحة منظمة ذاتيًا تحت إشراف الرابطة الدولية لمنظمي الرحلات السياحية إلى القارة القطبية الجنوبية. لا تعمل كل السفن المرتبطة بالسياحة القطبية الجنوبية ضمن إطار عضوية الرابطة، لكن أعضاءها يمثلون 95% من النشاط السياحي. يستخدم معظم المسافرين السفن الصغيرة أو المتوسطة، للتوجه بصورة رئيسية إلى مواقع ذات مناظر خلابة محددة وأخرى يمكنهم فيها التمتع بالحياة البرية الشهيرة. زار ما مجموعه 37,506 سائحين خلال صيف نصف الكرة الجنوبي 2006-2007، إذ وصل جميعهم تقريبًا على متن سفن تجارية؛ وصل عددهم إلى 38,478 سائحًا في 2015-2016. انطلاقًا من عام 2015، وضعت شركة ولز فارجو جهازَين من أجهزة الصراف الآلي في محطة ماكموردو في القارة القطبية الجنوبية.
أُثيرت بعض المخاوف بشأن نتائج تدفق الزوار وآثاره السلبية المحتملة على بيئة القارة القطبية الجنوبية وأنظمتها البيئية. دعا بعض العلماء وخبراء البيئة إلى فرض تشريعات أكثر صرامة على السفن وتحديد الحصص السياحية. تمثلت الاستجابة الأولية لأطراف معاهدة القارة القطبية الجنوبية في تطوير «إرشادات استخدام الموقع»، وذلك عبر لجنة المعاهدة الخاصة بحماية البيئة وبالشراكة مع الرابطة الدولية لمنظمي الرحلات السياحية إلى القارة القطبية الجنوبية، بهدف رسم حدود الرسو والمناطق المغلقة أو المحظورة ضمن المواقع التي يتم زيارتها بصورة متكررة. جرى تسيير الرحلات الجوية (دون أن تهبط) لمشاهدة معالم القطب الجنوبي من أستراليا ونيوزيلندا، لحين تحطم طائرة الخطوط الجوية النيوزيلندية رقم 901 في عام 1979 على جبل إريباص، ما أسفر عن مقتل جميع من كانوا على متنها وعددهم 257 شخصًا. استأنفت خطوط كانتاس الجوية رحلاتها التجارية إلى القارة القطبية الجنوبية من أستراليا في منتصف التسعينيات.
تحتفظ نحو ثلاثين دولة بسبعين محطة بحثية تقريبًا (تعمل 40 منها على مدار العام، بينما تفتح 30 منها أبوابها صيفًا فقط) في القارة القطبية الجنوبية، ويبلغ عدد سكانها نحو 4000 شخص في الصيف و1000 في الشتاء.
جرى ترميز القارة بأكملها برمز «أيزو 3166-1 حرفي-2»، بغض النظر عن الولاية القضائية. تُستخدم مفاتيح الاتصال العالمية والعملات الخاصة بالدول المختلفة حسب كل مستوطنة والدولة التي تديرها. إن الدولار القطبي الجنوبي عنصر تذكاري يباع في الولايات المتحدة وكندا، ولا يمثل عملة رسمية.

## البحث العلمي

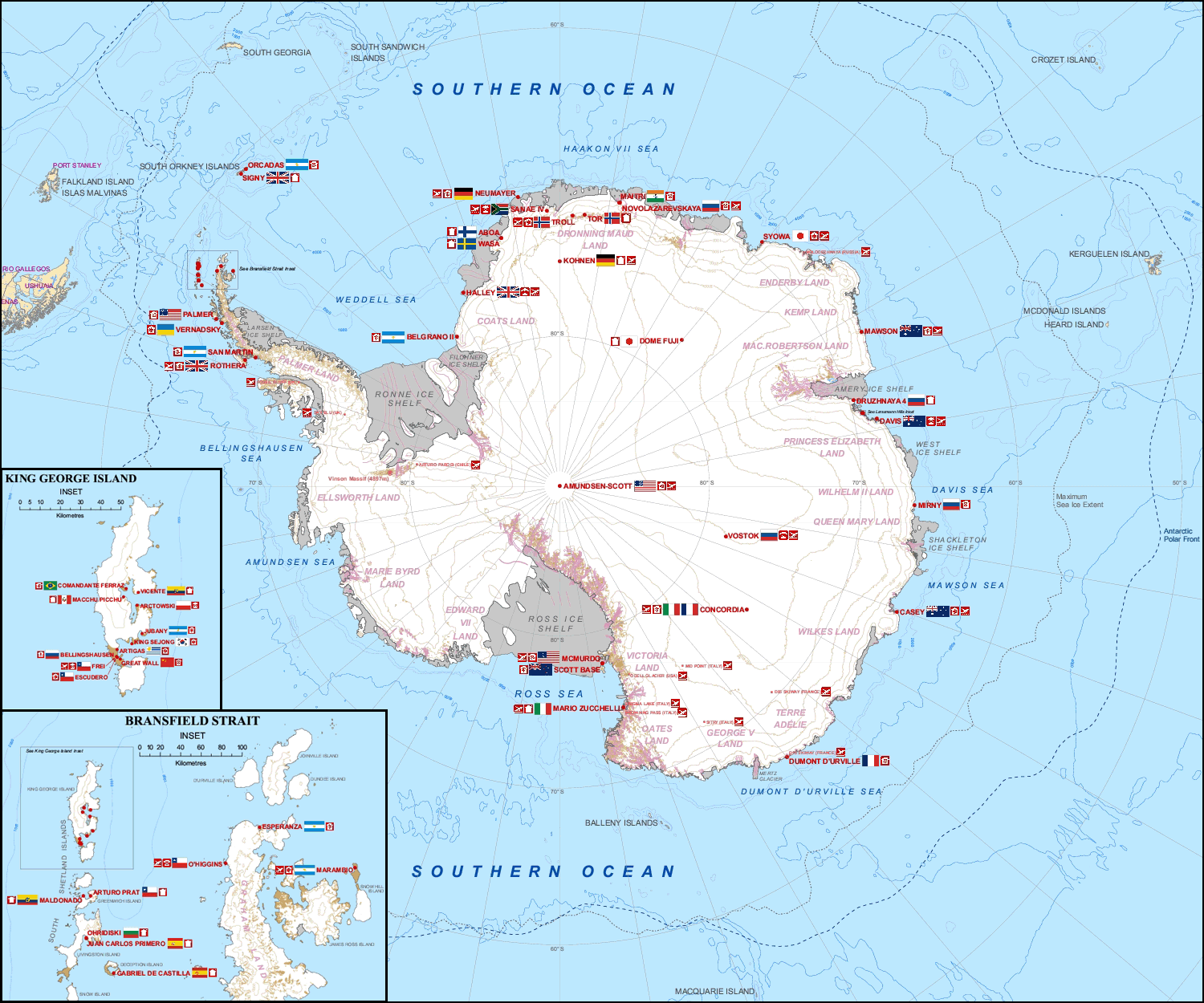
29 برنامجًا وطنيًا لدعم العلوم في القارة القطبية الجنوبية (2009)

يجري سنويًا علماء من 28 دولة مختلفة تجارب لا يمكن تكرارها في أي مكان آخر في العالم. يدير أكثر من 4000 عالم محطات بحثية صيفًا، وينخفض هذا العدد إلى ما يزيد قليلًا عن 1000 في الشتاء. تستوعب محطة ماكموردو أكثر من 1000 عالم وزائر وسائح، وتُعد أكبر محطة أبحاث في القارة القطبية الجنوبية.
يختلف الباحثون في اختصاصاتهم، إذ تضم محطات البحث علماء الأحياء والجيولوجيين وعلماء المحيطات والفيزيائيين وعلماء الفلك وعلماء الجليد وعلماء الأرصاد الجوية. يميل الجيولوجيون إلى دراسة الصفائح التكتونية، والنيازك القادمة من الفضاء الخارجي، والموارد التي حصلوا عليها نتيجة تفكك شبه قارة غندوانا. يهتم خبراء علم الجليد الموجودون في القارة القطبية الجنوبية بدراسة تاريخ الجليد العائم وديناميكيته والثلج الموسمي والجليدات الثلجية والصفائح الجليدية. يهتم علماء الأحياء، بفحص الحياة البرية، ومدى تأثير درجات الحرارة القاسية ووجود البشر على استراتيجيات التكيف والبقاء لدى مجموعة متنوعة من الكائنات الحية. توصل الأطباء إلى اكتشافات تتعلق بانتشار الفيروسات واستجابة الجسم لدرجات الحرارة الموسمية القاسية.
ركزت الدراسات منذ سبعينيات القرن الماضي على طبقة الأوزون في الغلاف الجوي فوق القارة القطبية الجنوبية. اكتشف ثلاثة علماء بريطانيين عملوا على البيانات التي جمعوها في محطة هالي الواقعة على جرف برنت الجليدي وجود ثقب في هذه الطبقة عام 1985. توصلوا في النهاية إلى السبب الكامن خلف تدمير الأوزون: مركبات الكلوروفلوروكربون المنبعثة من المنتجات البشرية. تشير التوقعات المناخية إلى أن طبقة الأوزون ستعود إلى مستويات عام 1980 بين عامي 2050 و2070، وذلك عقب حظر مركبات الكربون الكلورية فلورية في بروتوكول مونتريال لعام 1989.
تأسس المركز الجغرافي القطبي في عام 2007، ويستخدم تكنولوجيا الاستشعار عن بعد والجيوماتكس بهدف تقديم خدمات رسم الخرائط لفرق البحث الأمريكية الممولة فيدراليًا. يستطيع المركز اليوم تصوير القارة القطبية الجنوبية كلها بدقة 500 مـم (20 بوصة) كل 45 يومًا. كشفت مؤسسة بولار الدولية ومقرها بلجيكا عن محطة الأميرة إليزابيث في عام 2007، أول محطة علمية قطبية خالية من الانبعاثات في القارة القطبية الجنوبية وهدفها إجراء أبحاث حول تغير المناخ. جرى شحن المحطة مسبقة الصنع، التي تعد جزءًا من نتاج جهود السنة القطبية الدولية، إلى القطب الجنوبي قادمةً من بلجيكا بحلول نهاية عام 2008 لمراقبة الحالة الصحية في المناطق القطبية. ينطوي المشروع على البحث في علم المناخ وعلم الجليد وعلم الأحياء الدقيقة.

### الفيزياء الفلكية

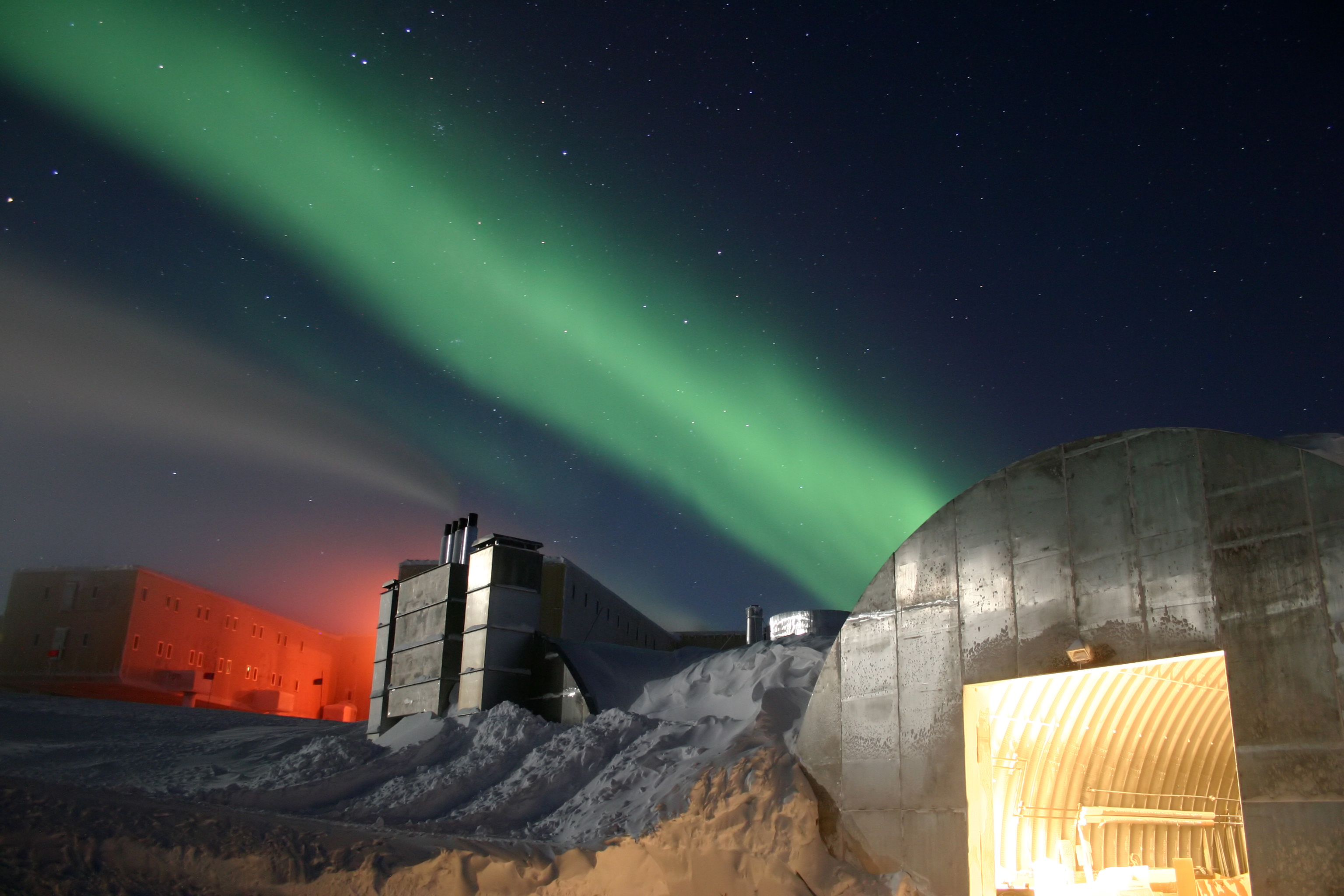
وفّر القمر الكامل الضوء الكافي لالتقاط هذه الصورة في محطة أمندسن-سكوت في القطب الجنوبي. يمكن رؤية المحطة في أقصى اليسار، ومحطة الطاقة في المنتصف ومرآب الميكانيكي في أسفل اليمين. يظهر الشفق القطبي في خلفية الصورة كضوء أخضر.

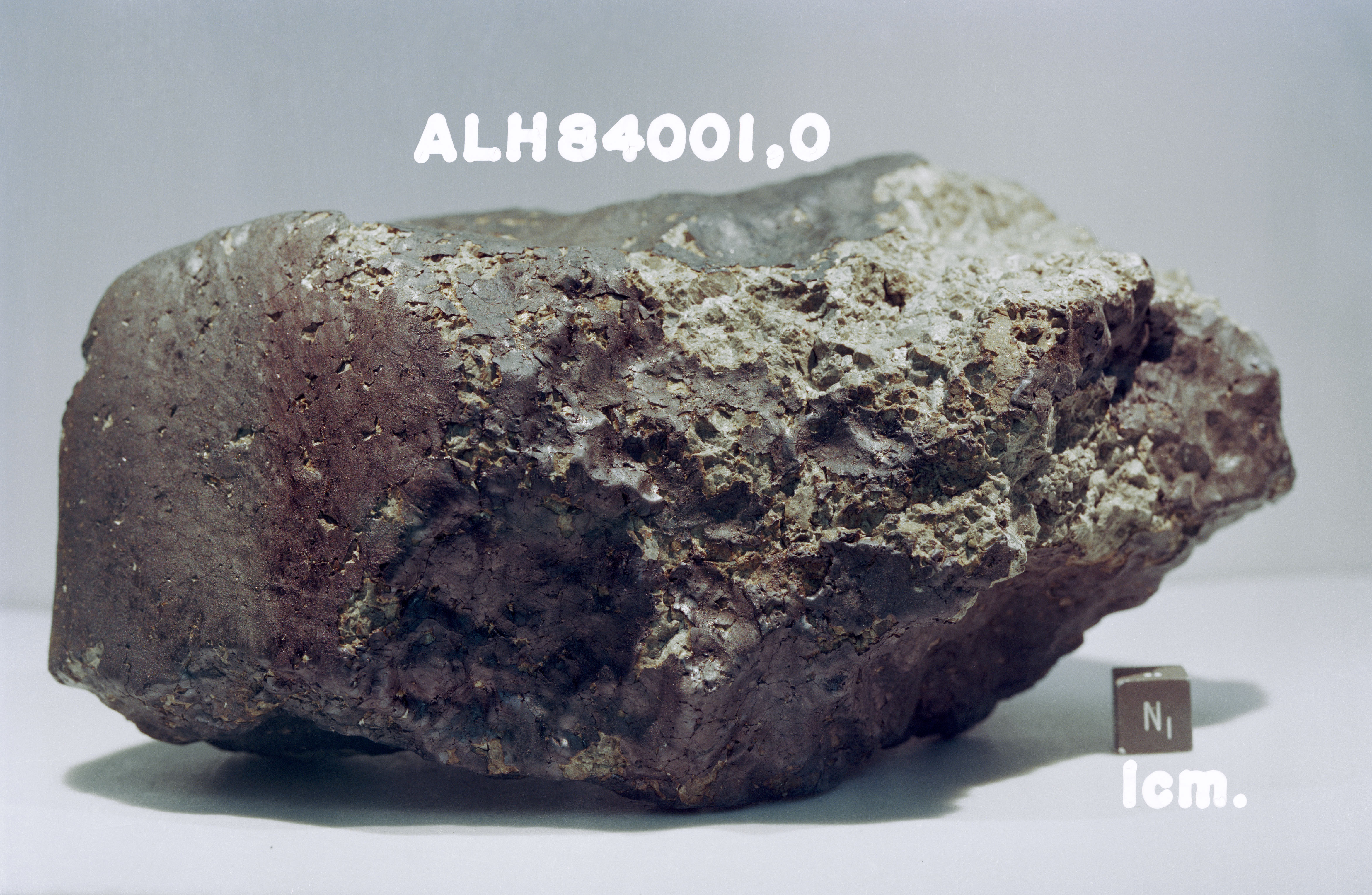
حجر نيزكي قطبي جنوبي، يحمل اسم ALH84001، من المريخ.

يدرس علماء الفيزياء الفلكية في محطة أمندسن-سكوت ساوث بول القبة السماوية وإشعاع الخلفية الكونية الميكروي. يمثل الجزء الداخلي من القارة القطبية الجنوبية مكانًا أفضل لتسجيل الملاحظات الفلكية، أفضل من معظم المواقع السطحية بسبب عوامل عدة، مثل الارتفاع العالي، حيث يغدو الغلاف الجوي رقيقًا، فضلًا عن درجة الحرارة المنخفضة، ما يقلل من كمية بخار الماء في الغلاف الجوي، وأخيرًا غياب التلوث الضوئي، ما يعزز رؤية الفضاء بصورة أوضح من أي مكان آخر على الأرض. يعمل الجليد في القارة القطبية الجنوبية بمثابة درع ووسيط كشف لأكبر تلسكوب نيوترينو في العالم، الذي بُني على بعد 2 كـم (1.2 ميل) أسفل محطة أمندسن-سكوت.
تمثل الأحجار النيزكية في القارة القطبية الجنوبية مجالًا مهمًا لدراسة المواد التي تشكلت في النظام الشمسي باكرًا؛ يؤمن الخبراء حاليًا بأن معظمها يأتي من كويكبات، ويُحتمل نشأة بعضها على كواكب أكبر. عُثر على أول نيزك في عام 1912 وسمي نيزك أديلي لاند. اكتشفت بعثة يابانية تسعة أحجار نيزكية في عام 1969، سقطت معظمها على الغطاء الجليدي في المليون سنة الماضية. تميل حركة الصفيحة الجليدية إلى تجميع النيازك في مواقع حاجزة مثل سلاسل الجبال، إذ تؤدي التعرية الهوائية إلى ظهورها على السطح بعد قرون من وجودها تحت الثلوج المتراكمة. تُعد الأحجار النيزكية في القارة القطبية الجنوبية محفوظة جيدًا مقارنةً مع تلك التي جُمعت في المناطق الأكثر اعتدالًا على الأرض.
تعزز هذه المجموعة الكبيرة من الأحجار النيزكية إدراكنا وفرة أنواع النيازك في النظام الشمسي وكيفية ارتباطها بالكويكبات والمذنبات. عُثر على أنواع جديدة ونادرة من الأحجار النيزكية، من بينها قطع انبثقت عن سطح القمر، وربما المريخ، بسبب الاصطدامات. تشغل هذه العينات، وخاصة ALH84001 الذي اكتشفه برنامج البحث عن النيازك في القطب الجنوبي (ANSMET)، حيزًا كبيرًا من الجدل حول الأدلة المحتملة على الحياة الميكروبية على المريخ. أمكن تحديد الوقت المنقضي منذ أن ضرب النيزك الأرض عبر الدراسات المختبرية، نظرًا إلى أن النيازك في الفضاء تمتص الإشعاع الكوني وتسجله. يقدم الوقت المنقضي منذ سقوط النيزك، أي عمر إقامته الأرضية، مزيدًا من المعلومات التي قد تعود بالفائدة على الدراسات البيئية التي تتناول الصفائح الجليدية في القارة القطبية الجنوبية.

## وصلات خارجية
- خريطة عالية الدقة (2018) – نموذج ارتفاعات مرجعي للقارة القطبية الجنوبية (بالإنجليزية)
- القارة القطبية الجنوبية - كتاب حقائق العالم، وكالة المخابرات المركزية. (بالإنجليزية)
- الأمانة الإدارية المشرفة على المعاهدة القطبية الجنوبية (بالإنجليزية)
- الماسح البريطاني للقارة القطبية الجنوبية (بالإنجليزية)
- بوابة برنامج الولايات المتحدة الخاص بالقارة القطبية الجنوبية (بالإنجليزية)